# جفری دامر
جفری لایونل دامر (به انگلیسی: Jeffrey Lionel Dahmer) (زادهٔ ۲۱ مه ۱۹۶۰ – درگذشتهٔ در ۲۸ نوامبر ۱۹۹۴) قاتل زنجیره‌ای، مجرم جنسی و آدمخوار اهل آمریکا بود. دامر میان سال‌های ۱۹۷۸ تا ۱۹۹۱، هفده مرد را به قتل رساند و جسدشان را تکه‌تکه کرد. بسیاری از قتل‌های او شامل نکروفیلیا و آدم‌خواری بود و او بخش‌هایی از بدن قربانیان را، از جمله جمجمه‌شان، با خود نگه می‌داشت.
گرچه روان‌پزشکان گوناگون دامر را مبتلا به اختلالاتی همچون اختلال شخصیت مرزی، اختلال شخصیت اسکیزوتایپال، اختلال شخصیت اسکیزویید و روان‌پریشی تشخیص دادند، او در دادگاه از نظر قانونی دارای عقل سلیم شناخته شد. وی برای پانزده قتل از شانزده قتلی که در ویسکانسین مرتکب شده بود، محکوم شد و در ۱۷ فوریه ۱۹۹۲، مجازات او پانزده بار حبس ابد اعلام شد. دامر برای یک قتل دیگر در اوهایو در سال ۱۹۷۸، به شانزدهمین حبس ابد خود محکوم شد.
در ۲۸ نوامبر ۱۹۹۴، دامر توسط کریستوفر اسکارور، یکی از زندانیان مؤسسه اصلاحی کلمبیا در پورتیج، ویسکانسین، با میله‌ای فلزی مورد ضرب و شتم قرار گرفت و کشته شد.

## اوایل زندگی

### کودکی
جفری لایونل دامر در ۲۱ مه ۱۹۶۰ در میلواکی، ویسکانسین متولد شد. پدرش، لایونل هربرت دامر، شیمی‌دان محقق و دانشجوی رشتهٔ شیمی تجزیه در دانشگاه مارکت و مادرش، جویس انت دامر (متولدشده با نام خانوادگی فلینت)، مربی تله تایپ بودو همچنین بعدها مدرک کارشناسی ارشد خود را در روان‌شناسی مشاوره دریافت کرد. لایونل دامر از تبار آلمانی و ولزی و جویس دامر از تبار نروژی و ایرلندی بود. پدر و مادر دامر در اوت ۱۹۵۹ ازدواج کردند و در زمان تولد او، پدرش در حال اتمام تحصیلات خود در دانشگاه آیووا بود. خانوادهٔ دامر در سپتامبر ۱۹۶۲ به آیووا نقل مکان کردند.
به گفتهٔ لایونل دامر، جویس در طول دوران بارداری، از تشنج رنج می‌برد و به همین دلیل توسط پزشکش مورفین و باربیتورات دریافت می‌کرد. لایونل حدس زد که این داروها ممکن است سبب اثر تراتوژنیک شده باشند. در ماه‌های آخر بارداری، جویس از مشکلات روحی روانی و تشنج‌های فزاینده‌ای رنج می‌برد که به عقیدهٔ پزشک او «ریشه در وضعیت روحی جویس داشتند، نه وضعیت جسمانی»؛ همین امر باعث تشدید اعتیاد شدید او به باربیتورات‌ها و مورفین شد، تا جایی که او بیست و شش قرص در روز مصرف می‌کرد تا درد خود را کاهش دهد. گرچه جویس این گفته‌های لایونل را رد کرد و آنها را تلاشی خواند تا لایونل او را مسئول بخشی از جنایات پسرش جلوه دهد.
پس از تولد دامر، مادرش دچار افسردگی پس از زایمان شد و در سال‌های آتی به بیماری‌های روحی و جسمی گوناگونی مبتلا شد و بیشتر زمان خود را در رختخواب می‌گذراند. جویس برای درمان بیماری‌هایش، داروهای بسیاری مصرف می‌کرد و همین امر منجر به اعتیاد او به این داروها شد. پدر دامر، لایونل، روی حرفهٔ خود متمرکز بود و اغلب به دلایل کاری در خانه حضور نداشت، و هنگامی که در خانه بود، جویس — که خودبیمارانگار بود و از افسردگی رنج می‌برد — به توجه مداوم او نیاز داشت. در نتیجه هر دو به پسر خود کم‌توجهی می‌کردند. جویس در سال ۱۹۶۶، اقدام به خودکشی کرد، اما زنده ماند. دامر بعدها به این موضوع اشاره کرد که از سنین پایین به استحکام خانواده شک داشته، زیرا در سال‌های ابتدایی زندگی‌اش شاهد تنش شدید و مشاجره‌های متعدد بین پدر و مادرش بوده است.
دامر در ابتدا، کودکی پرانرژی و شاد بود، اما پس از انجام عمل جراحی فتق کمی پیش از تولد چهارسالگی‌اش، رفتار او به‌طور قابل توجهی دچار تغییر شد. در دوران دبستان، دامر کودکی ساکت و گوشه‌گیر بود و دوستان کمی داشت. یکی از معلمان دبستان دامر، متوجه علائم اولیهٔ رهاشدگی در او شد که به دلیل غیبت پدر و بیماری مادرش در او ایجاد شده بود. این علائم زمانی که جویس فرزند دومش را باردار شد، در دامر افزایش یافت.
در اکتبر ۱۹۶۶، خانوادهٔ دامر به دویْلزتَون، اوهایو نقل مکان کردند. برادر دامر در دسامبر ۱۹۶۶ به دنیا آمد. در زمان تولد او، دامر شش سال داشت. پدر و مادر دامر به او اجازه دادند که نام برادرش را انتخاب کند، و او نام دیوید را برگزید. در اکتبر همان سال، لایونل دکترای شیمی خود را از دانشگاه ایالتی آیووا گرفت و به عنوان یک شیمیدان تجزیه در نزدیکی آکرون، اوهایو شروع به کار کرد.
چند ماه بعد، خانوادهٔ دامر یک خانه در باربرتون، اوهایو اجاره کردند. دامر زمانی که در باربرتون به مدرسه می‌رفت، به یکی از معلمانش علاقه‌مند شده بود. او به این معلم یک شیشه حاوی نوزاد قورباغه هدیه داد. چند روز بعد، پس از رفتن به خانهٔ یکی از دوستانش، شیشه را در گاراژ خانه دید و پی برد که معلمش آن را به پسر اهدا کرده است. دامر که به گفتهٔ خود احساس طرد شدن کرده بود، با ریختن روغن موتور به درون شیشه، آنها را کشت.
از دوران کودکی، دامر به حیوانات مرده علاقه نشان می‌داد. شیفتگی او به حیوانات مرده ممکن است زمانی شروع شده باشد که در سن چهار سالگی، پدرش را دید که استخوان‌های حیواناتی را که در فضای زیر خانه‌شان مرده بودند، جمع می‌کرد. به گفتهٔ لایونل، دامر از صدایی که استخوان‌ها تولید می‌کردند به‌طرز عجیبی هیجان‌زده شده بود و شروع به بازی با استخوان‌های حیوانات کرد. دامر گهگاه در زیر و اطراف خانه به دنبال استخوان حیوانات می‌گشت و بدن حیوانات زنده را با دقت بررسی می‌کرد تا کشف کند استخوان‌های آنها در چه جاهایی از بدنشان قرار گرفته است.
در مه ۱۹۶۸، خانوادهٔ دامر به بخش بث، شهرستان سومیت، اوهایو نقل مکان کردند. این خانه، سومین خانهٔ آنها در دو سال گذشته و ششمین خانه‌ای بود که از زمان ازدواج لایونل و جویس در آن مستقر شده بودند. خانهٔ جدید آنها در یک جنگل قرار داشت. در فاصلهٔ کوتاهی از خانه، یک آلونک قرار داشت که دامر از آن به عنوان محل جمع کردن حشرات بزرگ و اسکلت حیوانات کوچک مانند سنجاب و سنجابچه استفاده می‌کرد. دامر بقایای برخی از این حیوانات را در شیشه‌های محتوی فرمالدهید می‌گذاشت و در آلونکش نگهداری می‌کرد. بعدها پس از دستگیری دامر، چندین رسانه منابعی مبنی بر این منتشر کردند که در آوریل ۱۹۹۰، لایونل به افسر آزادی مشروط دامر گفته بود که جفری در هشت سالگی توسط یکی از همسایه‌هایشان مورد سوءاستفادهٔ جنسی قرار گرفته، اما لایونل بعداً در مصاحبه‌های پس از دستگیری دامر، این موضوع را تکذیب کرد.
دو سال بعد، یک شب که خانواده برای شام مرغ داشتند، دامر از لایونل پرسید که اگر استخوان‌های مرغ را در سفید کننده بگذاریم، چه اتفاقی برای آنها می‌افتد. لایونل از این کنجکاوی علمی پسرش خوشحال شد و به او طرز سفید کردن استخوان‌های حیوانات را به‌طور ایمن و نگهداری از آنها را یاد داد. پس از این دامر از این تکنیک‌ها برای نگهداری استخوان حیوانات استفاده می‌کرد. او همچنین شروع به جمع‌آوری لاشهٔ حیوانات مرده کرد. دامر معمولاً لاشهٔ حیواناتی را که در جاده کشته شده بودند برمی‌داشت و آن‌ها را تشریح می‌کرد، و در نهایت آنها را در کنار آلونک دفن می‌کرد. دامر علی‌رغم علاقه به تشریح حیوانات، علاقه‌ای به آزار و کشتن حیوانات نداشت و حیواناتی را که از پیش مرده بودند تشریح می‌کرد، و با حیوانات خانگی خود با محبت رفتار می‌کرد. در همان سالی که لایونل به دامر طرز نگهداری استخوان حیوانات را یاد داد، جویس مصرف روزانهٔ قرص‌هایش را افزایش داد و از همسر و فرزندانش فاصلهٔ بیشتری گرفت.
در سال ۱۹۷۰، جویس به دلیل افسردگی و اضطراب شدید، یک ماه در یک آسایشگاه روانی بستری شد. همچنین پس از آن، جویس در طول یک ماه بعد، مورد بیست و دو جلسه روان درمانی قرار گرفت. ازدواج پدر و مادر دامر که از ابتدا دچار مشکل بود، به شدت دچار تنش شده و شروع به از هم پاشیدن کرده بود. دامر همواره شاهد دعواهای خشونت‌آمیز میان پدر و مادرش بود و این دعواها حتی چندین بار سبب میانجیگری پلیس شد. دامر خود را به خاطر بیماری‌های مادرش و ازدواج ناموفق والدینش مقصر می‌دانست و سرزنش می‌کرد، زیرا می‌دانست که مادرش پس از تولد او دچار افسردگی شده است. او معمولاً خشم و اندوه خود را با زدن چوب به درختان پشت خانه تخلیه می‌کرد.
دامر از سن ده سالگی بیشتر و بیشتر از خانوادهٔ خود فاصله گرفت و در آن دوره، زمان زیادی را در جنگل به تنهایی سپری می‌کرد. از دید اطرافیانش، او نسبت به همه چیز بی‌تفاوت به نظر می‌رسید. لایونل برای اینکه دامر را از انزوا خارج کند، سعی کرد او را به ورزش‌های مختلف علاقه‌مند کند و همچنین او را به گروه‌های پیشاهنگی پسران فرستاد، اما علاقهٔ دامر به این فعالیت‌ها هرگز دوام پیدا نکرد. تنها چیزی که دامر از دوران کودکی به آن علاقه‌ای ماندگار داشت، استخوان‌ها و احشاء حیوانات مرده بود.
به گفتهٔ یکی از دوستان دامر، دامر به او گفته بود که کنجکاو است ببیند که درون بدن حیوانات به چه شکل است و اعضای بدنشان چگونه در کنار هم قرار می‌گیرد. در سال ۱۹۷۵، دامر سر لاشهٔ یک سگ را جدا کرد، بدنش را به درختی میخکوب کرد و جمجمهٔ سگ را به چوبی در جنگل پشت خانه‌اش زد. او سپس برای شوخی، از یکی از دوستانش دعوت کرد تا بیاید و این صحنه را ببیند، و ادعا کرد که آن را تصادفی کشف کرده است.

### نوجوانی

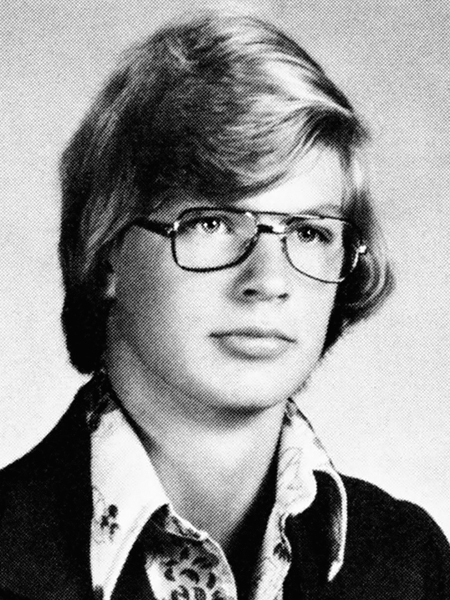
دامر، سالنامهٔ ۱۹۷۸ دبیرستان ریور

دامر در سن ۱۴ سالگی، شروع به نوشیدن آبجو و نوشیدنی‌های الکلی کرد. زمانی که به مدرسه می‌رفت، او اغلب آنها را در داخل ژاکتش پنهان می‌کرد. در سال ۱۹۷۶، همکلاسی‌های او برای نخستین بار متوجه شدند که او گاهی همراه یکی دیگر از هم‌کلاسی‌هایش ماری‌جوانا می‌کشد و به‌طور منظم قبل، حین و بعد از کلاس الکل می‌نوشد. یک بار یکی از همکلاسی‌های دامر از او پرسید که چرا سر صبح در کلاس تاریخ اسکاچ می‌نوشد، دامر در پاسخ شانه‌هایش را بالا انداخت و گفت: «الکل داروی من است».
از نظر معلمان، دامر دانش‌آموزی مؤدب و بسیار باهوش بود، اما علاقه‌ای به درس خواندن نداشت و نمرات متوسطی کسب می‌کرد. او در تیم مدرسه تنیس‌بازی می‌کرد و مدتی در گروه موسیقی دبیرستان هم عضو بود.
دامر زمانی که به سن بلوغ رسید، پی برد که همجنسگرا است؛ او به والدینش چیزی در این رابطه نگفت. دامر در اوایل نوجوانی با پسر نوجوان دیگری رابطهٔ کوتاهی داشت. طبق گفتهٔ او، آنها در خانهٔ درختی در کنار هم دراز می‌کشیدند و یکدیگر را می‌بوسیدند، اما هرگز رابطهٔ جنسی نداشتند.
دامر در آن سنین، شروع به خیال‌پردازی دربارهٔ داشتن تسلط و کنترل روی یک شریک مرد کاملاً مطیع کرد. این فانتزی‌های جنسی او به تدریج با علاقه‌اش به تشریح و کالبد شکافی آمیخته شد.
زمانی که دامر حدود ۱۶ سال داشت، جذب مرد دونده‌ای شده بود که به‌طور معمول از کنار خانه‌شان می‌دوید. او دربارهٔ این خیال‌پردازی می‌کرد که این مرد را بیهوش کند و از بدنش استفادهٔ جنسی کند. در نهایت دامر تصمیم گرفت به خیالات خود جامهٔ عمل بپوشاند؛ بنابراین یک روز، با چوب بیسبال در میان بوته‌ها پنهان شد و در کمین این مرد نشست. با این حال، مرد دونده در آن روز از آن مسیر رد نشد؛ بنابراین دامر از نقشهٔ خود منصرف شد. دامر بعداً اعتراف کرد که این نخستین تلاش او برای حمله به یک شخص و تسلط بر او بوده است.
دامر به دبیرستان ریور در بث می‌رفت. او در دبیرستان تنها بود و دوست صمیمی نداشت. گرچه توانست مدتی توجه دیگران را با شوخی‌هایش جلب کند؛ به‌طوری که در دبیرستان به شوخی‌های عجیبش معروف بود و میان هم‌کلاسی‌های دبیرستانش به عنوان دلقک کلاس شناخته می‌شد.  همچنین چند نفر از هم‌کلاسی‌های دامر که به‌نظرشان شوخی‌های دامر خنده‌دار بود، «کلوب طرفداران دامر» را تشکیل دادند و به دامر در شوخی‌هایش کمک می‌کردند. در یکی از اردوهای مدرسه که به واشینگتن، دی سی بود، دامر به چند نفر از هم‌کلاسی‌هایش گفت که می‌خواهد آنها را به ملاقات معاون رئیس‌جمهور ببرد؛ سپس با دفتر معاون رئیس‌جمهور ایالات متحده تماس گرفت. دامر موفق شد یک تور خصوصی در دفتر معاون رئیس‌جمهور برای خود و چند نفر از هم‌کلاسی‌هایش ترتیب دهد و با معاون رئیس‌جمهور ملاقات کند.
در سال ۱۹۷۷، نمرات دامر نسبت به قبل کاهش یافته بود. در همان سال، والدینش برای احیای رابطه‌شان در جلسات مشاوره شرکت می‌کردند. آنها همچنان به دعواهای مکرر ادامه می‌دادند. هنگامی که لایونل متوجه شد که جویس در سپتامبر ۱۹۷۷ با یک مرد دیگر وارد یک رابطهٔ کوتاه شده بوده است، هردو تصمیم به طلاق گرفتند و به پسرانشان گفتند که مایلند به صورت مسالمت‌آمیز از هم جدا شوند؛ اما روند طلاق آنها به‌طور پیوسته تلخ‌تر و سخت‌تر می‌شد. جویس حکم دادگاهی گرفت تا لایونل را از تماس با خود منع کند. پس از آن لایونل در اوایل سال ۱۹۷۸ از خانه نقل مکان کرد و به‌طور موقت در یک متل ساکن شد.
در ماه‌های بعد، پدر و مادر دامر درگیر روند طلاق بودند و بر سر گرفتن حضانت برادر کوچکترش با هم مشاجره داشتند. هنگامی که او در ۴ ژوئن ۱۹۷۸ از دبیرستان فارغ‌التحصیل شد، بیشتر همکلاسی‌هایش به دلیل اعتیاد او به الکل، از وی روی گردانده بودند. چند هفته پیش از فارغ‌التحصیلی دامر، یکی از معلمانش او را در نزدیکی پارکینگ مدرسه دید که نشسته بود و چندین قوطی آبجو می‌نوشید. معلمش او را تهدید کرد و گفت که این موضوع را به مدرسه گزارش می‌کند؛ دامر در پاسخ گفت که مشکلات زیادی در خانه دارد و مشاور مدرسه از این موضوع آگاه است. اندکی بعد، جویس به همراه دیوید، بدون اطلاع لایونل، به ویسکانسین نقل مکان کرد. پس از آن دامر مدتی به تنهایی در خانه زندگی می‌کرد. دامر پس از رفتن مادرش، تنها یک بار دیگر در کریسمس ۱۹۸۳ با او ملاقات کرد، و بعد از آن تا زمان دستگیری‌اش در سال ۱۹۹۱، ارتباطی با او جز چند تماس تلفنی در طول چند سال نداشت.

## اواخر نوجوانی و اوایل دهه ۲۰ سالگی: نخستین قتل

### قتل استیون هیکس
دامر نخستین قتل خود را در سال ۱۹۷۸، سه هفته پس از فارغ‌التحصیلی انجام داد. در ۱۸ ژوئن، دامر یک هیچ‌هایکر به نام استیون مارک هیکس را که تقریباً ۱۹ سال داشت، سوار ماشین کرد. هیکس در حال رفتن به یک کنسرت راک در پارک چیپوا لیک، اوهایو بود. دامر، از هیکس دعوت کرد که برای نوشیدن الکل به خانه‌اش بیاید و پس از کمی وقت‌گذرانی با هم، دامر او را به کنسرت ببرد. به گفتهٔ دامر، دیدن سینهٔ برهنه هیکس هنگامی که او در کنار جاده ایستاده بود، احساسات جنسی او را برانگیخت. در خانهٔ دامر، هیکس شروع به صحبت در مورد دختران کرد، بنابراین دامر پی برد که هیکس همجنس‌گرا نیست و هر پیشنهادی را که دامر برای برقراری رابطه به او دهد، رد می‌کند. پس از چندین ساعت گفت‌وگو کردن، نوشیدن الکل و گوش دادن به موسیقی، هیکس تصمیم گرفت برود، اما دامر نمی‌خواست که هیکس ترکش کند. دامر دو بار با دمبل به سر هیکس ضربه زد، و پس از اینکه هیکس بیهوش شد، با میلهٔ دمبل او را خفه کرد. دامر سپس لباس هیکس را درآورد و در حالی که بالای جسد او ایستاده بود، خودارضایی کرد. دامر پس از قتل هیکس، دچار آمیزه‌ای از احساس وحشت و هیجان شده بود. چند ساعت بعد، دامر جسد را به زیرزمین برد.
روز بعد، دامر جسد هیکس را در فضای زیر خانه تکه‌تکه کرد. او اعضای بدن هیکس را در کیسه‌های زباله گذاشت و در صندلی عقب ماشینش قرار داد و حدود ساعت سه صبح به سمت محل دفن زباله‌ای که در نزدیکی خانه‌اش بود، حرکت کرد. در نیمهٔ راه، دامر توسط یک ماشین گشت پلیس به دلیل اینکه از خط مرکزی رانندگی کرده بود، متوقف شد. افسر پلیس شک کرده بود که دامر مست باشد، بنابراین به دامر گفت که برای انجام چند تست از ماشین پیاده شود. پس از اتمام تست‌ها، افسر پلیس با چراغ قوه روی کیسه‌های زباله‌ای که در صندلی عقب ماشین بودند، نور تابید و پرسید که آنها چه هستند؛ دامر در پاسخ گفت که والدینش در حال طلاق گرفتن هستند و به همین دلیل او اوقات سختی را سپری می‌کند و نمی‌تواند بخوابد؛ بنابراین تصمیم گرفته که برای تغییر حال خود کمی رانندگی کند و همین‌طور زباله‌های خانه را هم دور بریزد. به گفتهٔ افسر پلیس، دامر مؤدب و خونسرد بود و بنابراین با این توضیحات او قانع شد. (این افسر پلیس پس از دستگیری دامر در تابستان ۱۹۹۱، توسط ادارهٔ پلیس بث به میلواکی فرستاده شد تا از دامر در مورد قتل هیکس بازجویی کند. او نمی‌دانست که دامر همان پسری است که در ۱۹۷۸ ملاقات کرده، و پس از فهمیدن این موضوع، بسیار شوکه شده بود.)
دامر سپس به خانه بازگشت. او بقایای جسد هیکس را در قبری کم عمق در حیاط پشتی خانه دفن کرد. چند هفته بعد، دامر بقایای جسد هیکس را از زیر خاک بیرون آورد و گوشت‌هایش را از استخوان‌ها جدا کرد. دامر گوشت‌ها را در اسید حل کرد. او استخوان‌های هیکس را با پتک خرد کرد و آنها را در فضای جنگلی پشت خانه پراکند. دامر گردنبند هیکس و چاقویی را که از آن برای تکه‌تکه کردن جسد هیکس استفاده کرده بود، به رودخانهٔ کویاهوگا پرتاب کرد و کارت شناسایی و لباس‌های هیکس را سوزاند.

### دانشگاه و ارتش
شش هفته پس از قتل هیکس، پدر دامر و نامزدش به خانه بازگشتند و متوجه شدند که دامر در طول این مدت تنها زندگی می‌کرده است. در آن سال پدر دامر، لایونل، برای دومین بار ازدواج کرد و همسرش شری نام داشت. در اوت آن سال، دامر در دانشگاه ایالتی اوهایو ثبت نام کرد. دامر در دوران دانشگاه، تمام روز الکل می‌نوشید و سر کلاس‌ها حاضر نمی‌شد. او برای تأمین هزینهٔ خرید الکل، در مرکز پلاسمای دانشگاه، پلاسما اهدا می‌کرد. او آنقدر پلاسما اهدا کرد که در نهایت تعداد مجاز اهدای او به یک عدد در هفته محدود شد. 
یک روز لایونل به ملاقات پسرش رفت و دید که اتاق او پر از بطری‌های خالی مشروب است، و در آنجا برای نخستین بار متوجه شد که دامر اعتیاد به الکل دارد. با وجود اینکه لایونل برای ترم دوم پیش پرداخت کرده بود، دامر تنها پس از سه ماه از دانشگاه انصراف داد.
در ژانویه ۱۹۷۹، دامر به اصرار پدرش، در ارتش ایالات متحده نام‌نویسی کرد. او آموزش‌های اولیه را در فورت مک کللان در آنیستون، آلاباما گذراند و سپس به عنوان پزشک متخصص در فورت سام هیوستون در سن آنتونیو، تگزاس، دوره دید. زمانی که در فورت سام هیوستون مستقر بود، گهگاه به دلیل مستی مورد سرزنش قرار می‌گرفت.
در ۱۳ ژوئیه ۱۹۷۹، دامر به بوام‌هلدر، آلمان غربی اعزام شد و در آنجا به عنوان یک پزشک متخصص جنگ خدمت کرد. بر اساس گزارش‌های منتشر شده، دامر در سال اول خدمت خود یک سرباز «معمولی یا کمی بالاتر از حد متوسط» بوده است.
به دلیل سوءمصرف الکل، عملکرد دامر بدتر شد و در مارس ۱۹۸۱، او برای خدمت سربازی نامناسب تشخیص داده شد. گرچه دامر ترخیص شرافتمندانه (بالاترین رتبه‌ای که یک سرباز می‌تواند پس از ترک ارتش دریافت کند) دریافت کرد؛ زیرا مافوقش باور داشت که مصرف الکل در زندگی عادی مشکلی ندارد و دامر صرفاً برای ارتش مناسب نیست.
در ۲۴ مارس ۱۹۸۱، دامر برای گزارشگیری به فورت جکسون، کارولینای جنوبی فرستاده شد و بلیت هواپیما برای سفر به هر نقطه از کشور که بخواهد در اختیار او قرار گرفت. دامر آمادگی مواجهه با پدرش را نداشت و احساس شرمساری می‌کرد، بنابراین نمی‌خواست به خانه برگردد؛ و از آنجایی که از سرما خسته شده بود و همچنین می‌خواست مستقل زندگی کند، تصمیم گرفت به میامی بیچ، فلوریدا سفر کند. در فلوریدا، دامر در یک اغذیه‌فروشی کار پیدا کرد و اتاقی را در یک متل در نزدیکی آنجا اجاره کرد. او بیشتر حقوق خود را صرف خرید مشروبات الکلی می‌کرد و بنابراین پس از مدتی دیگر توان اجارهٔ اتاق نداشت. دامر در ابتدا شب‌ها را در ساحل می‌گذراند و به کار در اغذیه‌فروشی ادامه می‌داد. او در نهایت با پدرش تماس گرفت و از او درخواست کرد که بگذارد سپتامبر به اوهایو بازگردد.

### بازگشت به اوهایو و نقل مکان به وست آلیس، ویسکانسین
پس از بازگشت به اوهایو، دامر در ابتدا با پدر و نامادری خود زندگی می‌کرد. او اصرار داشت که تا زمانی که به دنبال کار می‌گردد، آنها وظایف متعددی را به او محول کنند تا خود را با این کارها مشغول کند. او همچنان به نوشیدن شدید مشروبات الکلی ادامه می‌داد و حتی یک‌بار به دلیل مستی دستگیر شد. پدر دامر تلاش کرد به پسرش کمک کند که اعتیاد به الکل را ترک کند، اما موفق نشد. در دسامبر ۱۹۸۱، دامر به وست آلیس، ویسکانسین رفت تا با مادربزرگش زندگی کند. دامر رابطهٔ بسیار نزدیکی با مادربزرگش داشت و نسبت به او بیشتر از تمامی اعضای خانواده محبت نشان می‌داد. پدر و نامادری دامر امیدوار بودند که دامر تحت تأثیر مادربزرگش، تصمیم بگیرد نوشیدن الکل را ترک کند، شغلی پیدا کند و مسئولیت‌پذیرتر شود.
دامر در ابتدا توانست سبک زندگی خود را با مادربزرگش هماهنگ کند: او کارهای خانه را انجام می‌داد، همراه مادربزرگش به کلیسا می‌رفت، به دنبال کار می‌گشت، سعی می‌کرد امیال جنسی و گرایش همجنس‌گرایانهٔ خود را سرکوب کند و بیشتر قوانین خانه را رعایت می‌کرد؛ هرچند همچنان به نوشیدن الکل و کشیدن سیگار ادامه می‌داد. او مدتی در مرکز پلاسمای خون میلواکی به عنوان یک فلبوتومیست کار کرد.
در ۸ اوت ۱۹۸۲، دامر زمانی که مست بود به جرم بی‌شرمی در انظار عمومی در یک پارک در ویسکانسین، دستگیر شد و ۵۰ دلار جریمه شد.
در ژانویهٔ ۱۹۸۵، دامر به عنوان میکسر در کارخانهٔ شکلات‌سازی آمبروژا در میلواکی استخدام شد. او شش روز در هفته، از ساعت ۱۱ شب تا ۷ صبح کار می‌کرد و در عصرهای شنبه تعطیل بود.
یک روز که دامر در یک کتابخانهٔ عمومی در حال خواندن کتاب بود، غریبه‌ای یادداشتی برای او به روی میز گذاشت که در آن به دامر پیشنهاد داد در دستشویی مردانه با هم رابطهٔ جنسی داشته باشند. دامر از دیدن این یادداشت شوکه شد و به آن پاسخی نداد. او از اینکه نتوانسته بود گرایش خود را پنهان کند و حتی یک غریبه هم پی برده بود که او همجنس‌گرا است، احساس ناامیدی می‌کرد؛ پس از این تجربه تصمیم گرفت که سرکوب تمایلات همجنس‌گرایانهٔ خود را کنار بگذارد. همچنین فانتزی‌هایی که در دوران نوجوانی دربارهٔ کنترل و تسلط داشت، باری دیگر برانگیخته شد. بعد از آن دامر شروع به رفتن به بارها و حمام‌های همجنس‌گرایان در میلواکی کرد. دامر مدتی بعد، از یک فروشگاه یک مانکن دزدید و مدتی از آن برای تحریک جنسی استفاده کرد. دامر پس از اینکه فهمید مادربزرگش مانکن را دیده، آن را خرد کرد و دور انداخت.
در اواخر سال ۱۹۸۵، دامر شروع به رفت و آمد مکرر به حمام‌های همجنس‌گرایان کرد. او این حمام‌ها را «مکان‌هایی آرامش‌بخش» توصیف کرد. اما مشکل دامر این بود که مردان دیگر خیلی اوقات می‌خواستند که دامر در رابطه دریافت‌کننده باشد و رابطه برای دامر دردناک بود، و همچنین دامر می‌خواست شریک جنسی‌اش ثابت و بی‌حرکت باشد. وی پس از دستگیری اظهار داشت: «من به خودم آموزش دادم که به دیگران به‌جای انسان، به چشم اشیایی برای لذت نگاه کنم. به نظر بی‌رحمانه می‌آید و همین‌طور هم هست، اما این کاری است که من انجام می‌دادم.» از ژوئن ۱۹۸۶، او به شریک‌های جنسی خود، نوشیدنی‌های حاوی قرص‌های خواب‌آور می‌داد. پس از اینکه این مردان به خواب می‌رفتند، دامر از آنها سوءاستفادهٔ جنسی می‌کرد. دامر به چند پزشک مراجعه کرده و گفته بود به دلیل اینکه شیفت شب کار می‌کند، دچار بی‌خوابی شده است؛ او از این راه توانست قرص‌های خواب مورد نیاز خود را تهیه کند. پس از تقریباً ۱۲ بار تکرار این کار، نهایتاً حال یکی از این مردان بد شد و بیش از یک هفته در بیمارستان بستری شد. پس از این اتفاق، مدیران این حمام‌ها ورود دامر را به آنجا ممنوع کردند و دامر شروع به استفاده از هتل‌ها برای ادامه دادن این کارها کرد.
مدت کوتاهی بعد، هنگامی که دامر در حال روزنامه خواندن بود، اعلامیهٔ تشییع جنازهٔ یک پسر ۱۸ ساله به چشمش خورد. او به فکر ربودن جسد تازه دفن شدهٔ این پسر افتاد؛ اما به دلیل سخت بودن زمین، نتوانست آن را بکند.
در ۸ سپتامبر ۱۹۸۶، دامر به اتهام رفتار هوسبازانه، به دلیل خودارضایی در حضور دو پسر ۱۲ ساله در حالی که در نزدیکی رودخانهٔ کینیکینیک ایستاده بود، دستگیر شد. او در ابتدا ادعا کرد که خودارضایی نکرده و متوجه حضور دو پسر در آنجا نبوده، اما پس از مدت کوتاهی به جرم خود اعتراف کرد. اتهام او به رفتار آشوبگرانه تغییر کرد و در ۱۰ مارس ۱۹۸۷، به یک سال تعلیق مراقبتی محکوم شد و همچنین باید تحت مشاورهٔ روان‌شناس قرار می‌گرفت.
دادگاه او را به اِوِلین روزن، روان‌شناس بالینی ارجاع داد. روزن در ابتدا، از دامر آزمون میلون گرفت. آزمون میلون، شامل تعدادی جمله است که بیمار باید با رنگ‌آمیزی یک دایره نشان دهد که جمله را در مورد خود درست یا نادرست می‌داند. چند مورد از جملاتی که دامر در مورد خود درست می‌دانست عبارتند از: «اخیراً شروع به احساس تنهایی و پوچی کرده‌ام.»، «من اخیراً نسبت به زندگی بسیار دلسرد و اندوهگین شده‌ام»، «مدام افکار عجیبی دارم که آرزو می‌کردم می‌توانستم از دست آنها خلاص شوم.»، «با نگاهی به زندگی‌ام، می‌دانم که به همان اندازه که من رنج کشیده‌ام، دیگران را نیز رنج داده‌ام.»
دامر در طول جلسات با روزن همکاری نمی‌کرد و مدام از چیزهای گوناگون گله می‌کرد. او میلی به صحبت کردن در مورد خود نداشت و همچنین از هرگونه بحث در مورد خانواده اش خودداری می‌کرد. به تدریج، دامر کمی بیشتر دربارهٔ گذشته صحبت کرد، و روزن از این طریق متوجه شد که طلاق پدر و مادرش آسیب روحی بزرگی به او زده است. برای روزن سؤال بود که چرا دامر با وجود اینکه هوشی بیش از حدِ متوسط داشت، در یک کارخانهٔ شکلات‌سازی کار می‌کرد، درحالی که می‌توانست با کمی تلاش شغلی بهتر کسب کند. از نقطه‌ای به بعد، دامر با وجود اینکه در جلسات حاضر می‌شد، در طول آنها از صحبت کردن خودداری می‌کرد و صندلی خود را از روزن دور می‌کرد. تشخیص روزن این بود که دامر مبتلا به اختلال شخصیت اسکیزویید و پارانویا است. او در یادداشت‌های خود دربارهٔ دامر نوشت: «او قطعاً ترسناک است!»
دامر همچنین به بخش روان‌شناسی بالینی دانشگاه ویسکانسین فرستاده شد تا توسط کتی بوئیز، روان‌شناس بالینی مورد ارزیابی روانشناختی قرار بگیرد. در طی این ارزیابی، مشخص شد که دامر دارای مهارت‌های کلامی عالی و هوش انتزاعی بالا است.
دامر به بوئیز در رابطه با پدرش گفت که همواره آن‌قدر مشغول کار بوده که نمی‌توانسته زمان زیادی را با او بگذراند و همچنین او را «خودکامه و رئیس مآب» توصیف کرد. بوئیز در گزارش خود دربارهٔ دامر نوشت که اگر او مورد درمان قرار نگیرد، می‌تواند به یک سوسیوپاتِ اسکیزویید تبدیل شود و همچنین احتمال دارد به رفتارهای مازوخیستیک یا سادیستیک گرایش یابد.

## اواخر دهه ۲۰ و اوایل دهه ۳۰ سالگی: قتل‌های زنجیره‌ای

### قتل استیون تومی

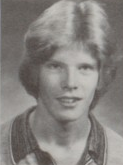
استیون والتر تومی

در ۲۰ نوامبر ۱۹۸۷، دامر، به مردی ۲۵ ساله اهل انتوناگون، میشیگان به نام استیون تومی که در کلاب ۲۱۹ ملاقات کرده بود، پیشنهاد داد که با او به اتاقش در هتل امبسدور در میلواکی بیاید تا شب را با هم بگذرانند. دامر به گفتهٔ خود، قصد کشتن تومی را نداشت؛ بلکه می‌خواست به تومی قرص خواب‌آور دهد و بعد کنارش دراز بکشد و بدنش را کاوش کند. تومی بعد از خوردن نوشیدنی حاوی قرص خواب‌آور بیهوش شد، و دامر خود نیز در اثر مصرف زیاد الکل از حال رفت. صبح روز بعد، دامر از خواب بیدار شد و دید که تومی، درحالی که قفسهٔ سینه‌اش خرد شده و بدنش کبود است، زیر او روی تخت دراز کشیده. سر تومی از گوشهٔ تخت آویزان بود و از گوشهٔ دهانش خون جاری شده بود. همچنین مشت‌ها و ساعد دامر نیز به شدت کبود بود. او فهمید که تومی مرده است. دامر در اعترافاتش گفت که هیچ خاطره‌ای از قتل تومی ندارد، و زمانی که این صحنه را دیده بود «نمی‌توانست باور کند که چنین اتفاقی افتاده» و بسیار شوکه و وحشت‌زده شده بود.
دامر یک چمدان بزرگ خرید و جسد تومی را در آن قرار داد و آن را به خانهٔ مادربزرگش برد. یک هفته بعد، دامر سر، دست‌ها و پاهای جسد را قطع کرد؛ سپس گوشت‌ها را تکه‌تکه کرد. دامر گوشت‌ها را درون کیسه‌های زباله قرار داد. او استخوان‌ها را داخل ملحفه‌ای پیچید و با پتک آن‌ها را خرد کرد. فرایند از بین بردن بدن تومی تقریباً دو ساعت طول کشید. او تمام بقایای تومی را، به جز سرش، به سطل زباله انداخت. دامر سر قطع‌شدهٔ تومی را به مدت دو هفته در یک پتو پیچید. پس از دو هفته، سر را در مخلوطی از سویلکس (یک مادهٔ شوینده صنعتی) و سفیدکننده جوشاند تا بتواند جمجمه را نگه دارد؛ اما جمجمه در فرایند رنگ‌بری بیش از حد شکننده شد، بنابراین دامر آن را پودر کرد و دور انداخت.

### قتل‌های سوم تا پنجم
به گفتهٔ دامر، قتل تومی حادثه‌ای بسیار مهم بود و پس از آن از مبارزه با امیالش دست کشید و دیگر تلاشی برای کنترل خود نکرد. دامر شروع به جستجوی قربانیان بیشتر کرد. او بیشتر قربانیان را در بارهای همجنسگرایان یا اطراف این بارها پیدا می‌کرد. او قربانیانش را با تریازولام یا تمازپام بیهوش می‌کرد و سپس آنها را خفه می‌کرد.
دو ماه پس از قتل تومی، در ۱۷ ژانویه ۱۹۸۸، دامر در یک ایستگاه اتوبوس در نزدیکی بار ۲۱۹، با یک پسر ۱۴ سالهٔ سرخ‌پوست به نام جیمز داکستیتر ملاقات کرد. دامر به داکستیتر پیشنهاد داد که در ازای ۵۰ دلار شب را با او بگذراند. حدود ساعت ۴ صبح، داکستیتر به دامر گفت که نمی‌تواند بیش از این همراه او بماند و باید برود. دامر سپس تصمیم گرفت داکستیتر را با قرص خواب‌آور بیهوش کند. دامر به گفتهٔ خود، می‌خواست داکستیتر را همچنان همراه خود نگه دارد، بنابراین زمانی که بیهوش بود او را خفه کرد. دامر جسد داکستیتر را به مدت یک هفته در زیرزمین رها کرد و سپس آن را به روش قبلی تکه‌تکه کرد. او تمام بقایای داکستیتر (به استثنای جمجمه) را در سطل زباله گذاشت. دامر جمجمه را جوشاند و با سفیدکننده تمیز کرد، اما این جمجمه نیز در اثر این فرایند شکننده شد و دامر دو هفته بعد آن را دور انداخت.
در ۲۷ مارس ۱۹۸۸، دامر با یک مرد ۲۳ سالهٔ دوجنس‌گرا به نام ریچارد گوررو در کنار یک گی‌بار به نام فینیکس ملاقات کرد. دامر به او نیز پیشنهاد داد در ازای ۵۰ دلار شب را با او بگذراند و گوررو را به خانهٔ مادربزرگش برد. دامر با گوررو رابطهٔ جنسی برقرار کرد و پس از دو ساعت، تصمیم به کشتن او گرفت. او به گوررو نوشیدنی حاوی قرص خواب‌آور داد و پس از بیهوش شدنش، او را با بند چرمی خفه کرد و با جسد رابطهٔ جنسی انجام داد. دامر جسد گوررو را در عرض ۲۴ ساعت تکه‌تکه کرد. این بار هم بقایا را در سطل زباله انداخت و جمجمه را برای چند ماه نگه داشت.
در ۲۳ آوریل، دامر با مردی به نام رونالد فلاورز جونیور ملاقات کرد. فلاورز برای دامر توضیح داد که ماشینش خراب شده، و دامر به او پیشنهاد داد که همراهش به خانه‌اش بیاید تا ماشین دامر را بیاورند و بعد ماشین فلاورز را باتری به باتری کنند. دامر پس از اینکه به فلاورز قهوهٔ حاوی قرص خواب‌آور داد، صدای مادربزرگش را شنید که گفت: «این تو هستی جف؟» دامر احتمال داد که مادربزرگش متوجه حضور فلاورز در خانه شده باشد و بنابراین او را نکشت. او فلاورز را در یک اتوبوس رها کرد. صبح روز بعد، فلاورز در یک بیمارستان بیدار شد.
در سپتامبر ۱۹۸۸، مادربزرگ دامر از او درخواست کرد که از خانه‌اش برود؛ زیرا دامر مدام الکل می‌نوشید، شب همراه خودش مردان جوانی را به خانه می‌آورد و همچنین بوی بدی از زیرزمین و گاراژ بیرون می‌آمد. دامر یک آپارتمان تک خوابه در خیابان ۲۴، ۸۰۸ شمالی پیدا کرد و ۲۵ سپتامبر به آنجا نقل مکان کرد. در ۲۶ سپتامبر ۱۹۸۸، دامر در خیابان به پسر سیزده ساله‌ای با اصالت لائوسی به نام سامساک سینتاسومفون نزدیک شد و به او گفت که یک عکاس است و قصد دارد دوربین جدیدش را امتحان کند. دامر به سینتاسومفون پیشنهاد داد در ازای ۵۰ دلار از او چند عکس بگیرد. دامر سینتاسومفون را به خانه برد و پس از گرفتن چند عکس، به او یک فنجان قهوه حاوی قرص خواب‌آور داد. وقتی دامر سعی کرد اندام جنسی سینتاسومفون را لمس کند، او از آپارتمان فرار کرد. سینتاسومفون در اثر قرص‌هایی که دامر به او داده بود اوردوز کرد و به بیمارستان رفت. پس از آن دامر دستگیر شد.
پدر دامر، جرالد بویل را به عنوان وکیل برای دفاع از پسرش استخدام کرد. به درخواست بویل، دامر قبل از جلسات دادگاه تحت تعدادی ارزیابی روانشناختی قرار گرفت. ارزیابی‌ها نشان داد که دامر دارای احساس عمیق بیگانگی اجتماعی است. ارزیابی دوم نشان داد که دامر دارای رفتار تکانشی است، به دیگران بدگمان است و از عدم موفقیت‌هایش در زندگی ناامید است. افسر آزادی مشروط او همچنین اشاره کرد که دامر در سال ۱۹۸۷ مبتلا به اختلال شخصیت اسکیزویید تشخیص داده شده است.
در ۳۰ ژانویه ۱۹۸۹، دامر به اتهام تعرض جنسی درجه دوم و اغوا کردن کودک برای اهداف غیراخلاقی اقرار کرد. صدور حکم تا ماه مه به حالت تعلیق درآمد. از ۲۰ مارس، دامر به مناسبت عید پاک ده روز از کار مرخصی گرفت و در طی آن به خانهٔ مادربزرگش بازگشت.
دامر دو ماه پس از محکومیت و دو ماه پیش از صدور حکم، پنجمین قربانی خود را به قتل رساند؛ آنتونی سیرز، مدل ۲۴ سالهٔ دورگه که دامر در ۲۵ مارس ۱۹۸۹ در یک گی‌بار با او آشنا شد. دامر طبق گفتهٔ خود، در ابتدا قصد قتل سیرز را نداشته است. دامر، سیرز را به خانه‌اش دعوت کرد. در خانهٔ مادربزرگش، دامر و سیرز با هم رابطهٔ جنسی برقرار کردند. دامر سپس از سیرز پرسید که می‌تواند تا فردا همراه او بماند یا بعداً دوباره برگردد؛ سیرز در پاسخ گفت که باید کمی دیگر برود و احتمالاً نمی‌تواند بازگردد. بعد از این، دامر به سیرز نوشیدنی داد و پس از بیهوش شدن سیرز، او را خفه کرد.
صبح روز بعد، دامر سر جسد سیرز را در وان حمام قطع کرد، و سپس پوست جسد را کند. او گوشت‌ها را از بدن جدا کرد و استخوان‌ها را خرد کرد و سپس آنها را به سطل زباله انداخت. از نظر دامر، سیرز «بسیار جذاب» بود و او نخستین قربانی بود که چند بخش از اعضای بدنش را برای همیشه با خود نگه داشت. او سر و اندام تناسلی سیرز را در استون قرار داد و آنها را در یک جعبهٔ چوبی گذاشت. دامر بعداً این جعبه را در کمدش در محل کار قرار داد. هنگامی که سال بعد به خانهٔ جدیدی نقل مکان کرد، بقایای سیرز را که نگه داشته بود به آنجا برد.
در ۲۳ مه ۱۹۸۹، دامر به پنج سال تعلیق مراقبتی و یک سال حبس در مؤسسهٔ اصلاحی محکوم شد. به دامر اجازهٔ آزادی کاری داده شد تا بتواند در ساعات کاری‌اش به محل کار برود و شغل خود را حفظ کند. همچنین نام او باید به عنوان مجرم جنسی ثبت می‌شد. دامر به قاضی نامه‌ای فرستاد که در آن از اقدام خود ابراز پشیمانی کرد و خواستار آزادی زودهنگام خود از زندان شد. این سخنان دامر تأثیر مطلوبی داشتند و دامر دو ماه زودتر در ۲ مارس ۱۹۹۰ آزاد شد. پس از این، پنج سال تعلیق مراقبتی او بلافاصله آغاز شد. دامر سپس به‌طور موقت به خانهٔ مادربزرگش بازگشت.

### قتل‌های آپارتمان ۲۱۳

#### قتل‌های سال ۱۹۹۰
در ۱۴ مه ۱۹۹۰، دامر به آپارتمان ۲۱۳ در خیابان ۲۵، ۹۲۴ شمالی نقل مکان کرد. خانهٔ جدید دامر گرچه در محله‌ای قرار داشت که نرخ جرم و جنایت در آن بالا بود، اما برای دامر مزایایی داشت؛ از جمله اینکه نزدیک به محل کارش بود، مبله بود و قیمت پایینی داشت. دامر حدود یک هفته پس از نقل مکان به خانهٔ جدید، ششمین قربانی خود، ریموند اسمیت را کشت. اسمیت یک مرد تن‌فروش ۳۳ ساله بود که دامر او را با وعدهٔ ۵۰ دلار برای رابطهٔ جنسی، به آپارتمانش کشاند. در آپارتمان، او به اسمیت یک نوشیدنی حاوی هفت قرص خواب‌آور داد، و پس از بیهوش شدنش، او را با دست خفه کرد.
روز بعد، دامر یک دوربین پولاروید خرید و با آن چندین عکس از جسد اسمیت در حالت‌های جنسی گرفت و سپس جسد را در حمام تکه‌تکه کرد. او لگن، پاها و دست‌های اسمیت را در یک کتری فولادی هشتاد گالونی در محلول آب و سویلکس جوشاند؛ سپس استخوان‌ها را با دست در سینک آشپزخانه شست‌وشو داد و گوشت باقی‌مانده را از آنها جدا کرد. دامر باقی اسکلت اسمیت را، به جز جمجمه، در اسید حل کرد. او جمجمهٔ اسمیت را با اسپری رنگ کرد و آن را در کنار جمجمهٔ سیرز درون کابینت قرار داد.
تقریباً یک هفته پس از قتل اسمیت، دامر مرد جوان دیگری را به آپارتمان خود آورد. دامر به اشتباه، خود نوشیدنی حاوی قرص‌های خواب‌آور را نوشید و بیهوش شد. هنگامی که روز بعد از خواب بیدار شد، متوجه شد که این مرد چند لباس، ۳۰۰ دلار و ساعتش را دزدیده است. دامر این اتفاق را به پلیس گزارش نکرد؛ اما در ۲۹ مه، به افسر آزادی مشروط خود اطلاع داد که از او دزدی شده است.
در ژوئن ۱۹۹۰، دامر یک مرد ۲۷ ساله به نام ادوارد اسمیت را به آپارتمانش برد. دامر اسمیت را از پیش می‌شناخت و با او دوست بود. او به اسمیت نیز مانند قربانیان قبلی، یک نوشیدنی داد و پس از بیهوش شدنش، او را خفه کرد. دامر اسکلت اسمیت را به این امید که رطوبتش از بین برود، برای چندین ماه در فریزر خود قرار داد؛ اما رطوبت اسکلت از بین نرفت؛ بنابراین دامر چند ماه بعد اسکلت را در اسید حل کرد. دامر جمجمه را در فر قرار داد تا خشک شود، اما این کار باعث انفجار جمجمه شد. او بعداً در اعترافاتش گفت که دربارهٔ قتل اسمیت احساس بسیار بدی داشته است، زیرا نتوانسته‌بود هیچ بخشی از بدنش را نگه دارد.

این روش من برای به‌خاطر داشتن ظاهر و زیبایی جسم آنها بود. من می‌خواستم همراهم نگهشان دارم… اگر نمی‌توانستم آنها را به‌طور کامل در کنار خودم نگه دارم، حداقل می‌توانستم اسکلت‌هایشان را نگه دارم.

جفری دامر، در حال توضیح انگیزهٔ خود برای گرفتن عکس از قربانیان و نگه داشتن استخوان‌های آنها. فوریه ۱۹۹۳.
کمتر از سه ماه بعد از قتل ادوارد اسمیت، دامر با یک مرد ۲۳ ساله اهل شیکاگو به نام ارنست میلر در کنار یک کتاب‌فروشی در خیابان ۲۷ شمالی ملاقات کرد. میلر قبول کرد که در ازای ۵۰ دلار به آپارتمان دامر بیاید و همچنین موافقت کرد که به او اجازه دهد به صدای قلب و شکمش گوش دهد. دامر به میلر یک نوشیدنی حاوی دو قرص خواب‌آور داد. از آنجایی که دامر به میلر فقط دو قرص خواب‌آور داده بود، ممکن بود او هر لحظه بیدار شود؛ بنابراین، دامر سرخرگ کاروتید میلر را با چاقو برید تا او را بکشد. دامر سپس از جسد برهنهٔ میلر حدود بیست عکس گرفت و بعد آن را در وان حمام قرار داد و تکه‌تکه کرد. او در حالی که بدن میلر را تکه می‌کرد، بارها سر بریدهٔ میلر را بوسید و با آن صحبت کرد و بابت اینکه مجبور شده گلویش را ببرد، از او عذرخواهی کرد.
دامر برای نخستین بار تصمیم به خوردن بخشی از گوشت قربانی خود گرفت. او قلب، جگر، ماهیچهٔ دوسر بازو و قسمت‌هایی از گوشت میلر را در کیسه‌های پلاستیکی پیچید و در فریزرش قرار داد تا بعداً بخش‌هایی از آن را بخورد. او با استفاده از سویلکس، گوشت و اندام‌های باقی‌مانده را جوشاند تا تبدیل به ماده‌ای ژله‌مانند شوند؛ این‌گونه می‌توانست گوشت‌ها را از اسکلت جدا کند و اسکلت را نگه دارد. دامر استخوان‌ها را به مدت ۲۴ ساعت در محلول سفیدکنندهٔ سبکی قرار داد و سپس آنها را به مدت یک هفته روی پارچه گذاشت تا خشک شوند. او سر بریده شدهٔ میلر را ابتدا در یخچال قرار داد، سپس گوشت آن را جدا کرد و جمجمه را رنگ کرد.
سه هفته پس از قتل میلر، در ۲۴ سپتامبر، دامر با مردی ۲۲ ساله به نام دیوید توماس در مرکز خرید گرند اونیو ملاقات کرد. توماس دو فرزند داشت و همجنس‌گرا نبود. دامر از او خواست که به آپارتمانش بیاید تا با هم چند نوشیدنی بنوشند، و اگر تمایل داشت بگذارد دامر از او چند عکس بگیرد تا در ازایش دامر به او مقداری پول دهد. دامر پس از دادن نوشیدنی حاوی قرص خواب‌آور به توماس، فهمید که توماس از نظرش جذاب نیست؛ اما می‌ترسید که بگذارد توماس بیدار شود، زیرا در این صورت از دست دامر عصبانی می‌شد و این کار دامر را به پلیس گزارش می‌کرد؛ بنابراین، دامر توماس را خفه کرد و جسدش را تکه‌تکه کرد. او هیچ بخشی از بدن توماس را نگه نداشت، اما از فرایند تکه کردن بدن عکس گرفت و این عکس‌ها را نگه داشت. این عکس‌ها پس از دستگیری دامر، به شناسایی هویت توماس کمک کردند.
پس از قتل توماس، دامر تقریباً به مدت پنج ماه کسی را نکشت؛ گرچه حداقل پنج بار میان اکتبر ۱۹۹۰ تا فوریه ۱۹۹۱، تلاش کرد مردان را به آپارتمان خود بکشاند، اما موفق نشد. او در طول سال ۱۹۹۰ مرتباً با دانا چستر، افسر آزادی مشروط خود، دربارهٔ احساس اضطراب و افسردگی‌اش حرف می‌زد، و مرتب به گرایش جنسی‌اش، تنهایی، مشکلات مالی، و دلهره‌اش از ملاقات و رویارویی با پدر و برادر کوچکترش در روز شکرگزاری اشاره می‌کرد. دامر همچنین چندین بار به داشتن افکار خودکشی اشاره کرد. طبق گزارش‌های چستر، دامر همواره افسرده بود و تنها در یک جلسه خوشحال به نظر می‌رسید؛ چرا که به گفتهٔ خودش، مادرش پس از پنج سال با او تماس گرفته و همچنین به او گفته بود که همجنس‌گرایی‌اش را پذیرفته است.

#### قتل‌های سال ۱۹۹۱
در فوریه ۱۹۹۱، دامر یک پسر ۱۷ ساله به نام کورتیس استراتر را دید که در ایستگاه اتوبوسی در نزدیکی دانشگاه مارکت ایستاده بود. دامر به استراتر پیشنهاد داد به آپارتمانش بیاید تا از او چند عکس بگیرد، و بعد به او مقداری پول دهد. دامر به استراتر نوشیدنی داد و پس از بیهوش شدنش، دستان او را پشت سرش بست، و بعد با بند چرمی خفه‌اش کرد. او سپس جسد استراتر را تکه‌تکه کرد و جمجمه، دست‌ها و اندام تناسلی او را نگه داشت و از تمامی مراحل تکه کردن بدن، عکس‌برداری کرد.
کمتر از دو ماه بعد، در ۷ آوریل، دامر در خیابان با یک پسر ۱۹ ساله به نام ارول لیندزی ملاقات کرد. دامر لیندزی را به آپارتمان خود برد و در آنجا به او نوشیدنی حاوی قرص خواب‌آور داد. دامر می‌خواست لیندزی را زنده نگه دارد، اما قدرت اراده‌اش را سلب کند؛ بنابراین تصمیم گرفت آزمایشی جدید را امتحان کند. پس از بیهوش شدن لیندزی، دامر با دریل سوراخی در جمجمهٔ او ایجاد کرد و از طریق آن، به سرش هیدروکلریک اسید تزریق کرد.
به گفتهٔ دامر، لیندزی پس از این آزمایش، از خواب بیدار شد و گفت: «سردرد دارم. ساعت چنده؟» دامر دوباره لیندزی را بیهوش کرد و سپس او را خفه کرد. او سر لیندزی را برید و جمجمه‌اش را نگه داشت.
دامر پوست لیندزی را کند و سپس آن را مانند ماسک روی صورت خود گذاشت. بعد پوست را در محلول آب سرد و نمک به مدت چند هفته قرار داد، به این امید که بتواند آن را برای همیشه نگه دارد؛ اما پوست لیندزی بیش از حد شکننده شد و دامر مجبور شد آن را دور بیندازد.

من می‌خواستم کنار خودم نگهشون دارم، نمی‌خواستم برن. من دوستشون داشتم. به همین خاطر اونا رو کشتم، به همین خاطر اعضای بدنشون رو نگه داشتم؛ به همین خاطر گوشتشون رو خوردم، تا با من یکی بشن. فکر کردم اگر بتونم پوست این مرد رو نگه دارم، می‌تونم خودم رو در او بپیچم. پوستهٔ بیرونی او من رو احاطه می‌کرد. من می‌تونستم در او باشم. ما یکی می‌شدیم.

—جفری دامر، در اعترافاتش به پاتریک کندی و دنیس مورفی، ۱۹۹۱
در سال ۱۹۹۱، ساکنان ساختمان آکسفورد چندین بار به سوپا پرینسویل، مدیر ساختمان، از بوی بدی که در ساختمان پیچیده بود، شکایت کردند. پس از مدتی زوجی که در آپارتمان کنار دامر زندگی می‌کردند، فهمیدند که منشأ بو، آپارتمان ۲۱۳ است و این موضوع را به پرینسویل اطلاع دادند. پرینسویل چندین بار با دامر تماس گرفت و او را از این شکایات مطلع کرد. دامر در ابتدا گفت که یخچالش خراب شده و این بو ناشی از فاسد شدن غذاهای درون یخچال است. مدتی بعد که بو دوباره شدت یافت، دامر به پرنسویل گفت که ماهی‌های استوایی‌اش به تازگی مرده‌اند و بو به همین دلیل ایجاد شده، و به او اطمینان داد که بو را از بین می‌برد.

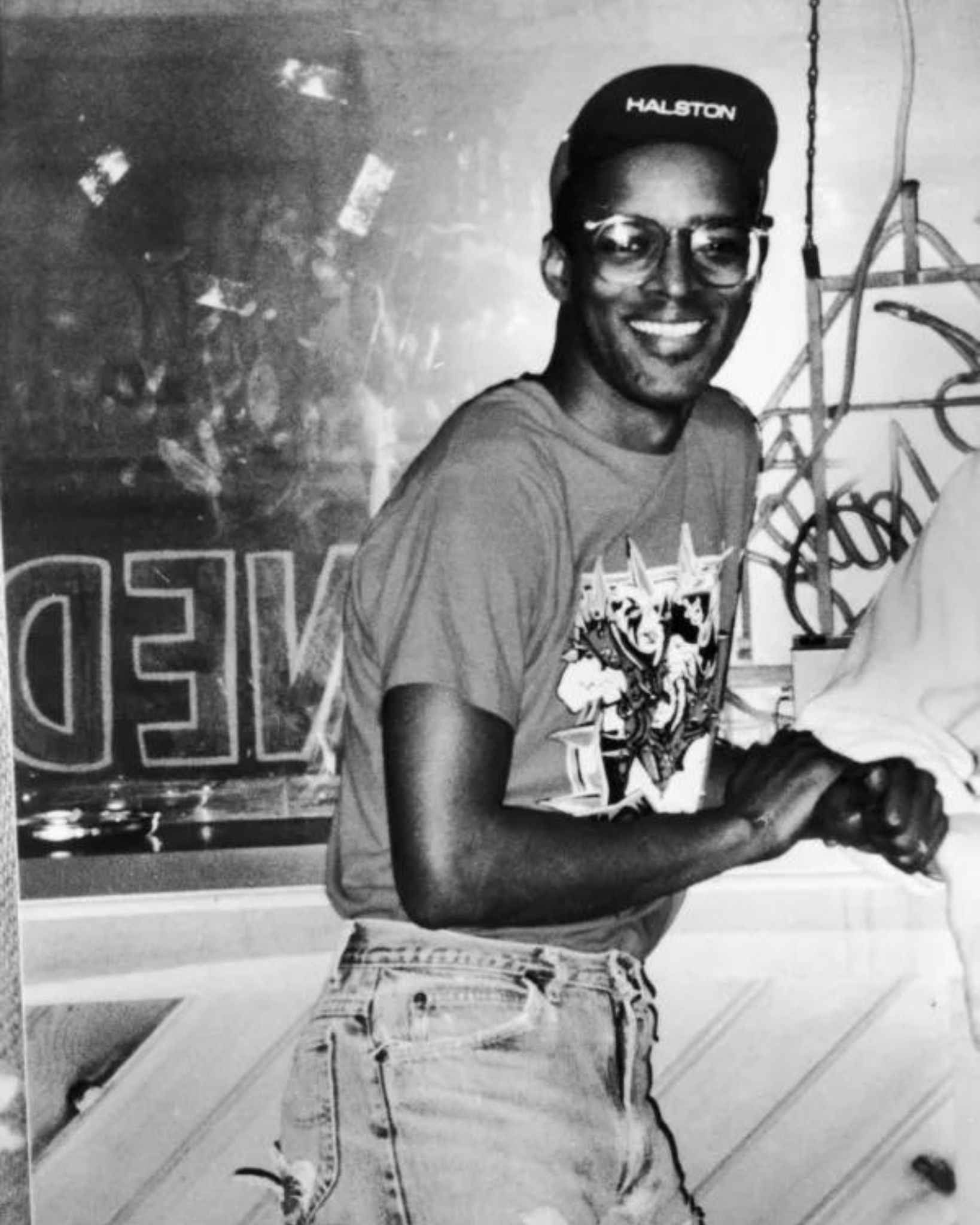
آنتونی هیوز

در ۲۴ می ۱۹۹۱، دامر تونی هیوز، مدل تازه‌کار ناشنوای ۳۱ ساله را به آپارتمانش برد. دامر در اعترافاتش گفت که هیوز را از قبل نمی‌شناخته، اما به گفتهٔ چندین نفر از دوستان هیوز، او و دامر از سال ۱۹۸۹ با هم دوست بوده‌اند. دامر به هیوز، نوشیدنی حاوی قرص خواب‌آور داد و او را بیهوش کرد. او طبق گفتهٔ خود، دنبال راهی می‌گشت که هیوز را بدون کشتن پیش خود نگه دارد؛ بنابراین آزمایشی را که روی لیندزی انجام داده بود، روی هیوز تکرار کرد؛ اما تزریق هیدروکلریک اسید به سر هیوز، سبب مرگش شد.
یکی از دوستان هیوز به نام مایکل راس، در یک مصاحبه گفت که هیوز پیش از به قتل رسیدن به دست دامر، مدت زیادی او را می‌شناخته و با دامر رابطه داشته است.
در بعد از ظهر ۲۶ مه ۱۹۹۱، دامر در مرکز خرید گرند اونیو، به سمت یک نوجوان ۱۴ سالهٔ لائوسی به نام کانرک سینتاسومفون رفت و به او پیشنهاد داد در ازای مقداری پول، بگذارد دامر از او چند عکس بگیرد. کانرک سینتاسومفون، برادر سامساک، پسر ۱۳ ساله‌ای بود که دامر در سال ۱۹۸۸ به خانه‌اش کشانده بود، اما دامر از این موضوع مطلع نبود. بنا به گفتهٔ دامر، سینتاسومفون در ابتدا تمایلی به این کار نداشت، اما پس از مدتی پیشنهاد دامر را پذیرفت. دامر سینتاسومفون را به خانه برد و از او دو عکس گرفت. دامر سپس او را با نوشیدنی بیهوش کرد و به او تعرض کرد. پیش از اینکه سینتاسومفون بیهوش شود، دامر او را به اتاق خواب خود برد. جسد تونی هیوز، که دامر سه روز قبل کشته بودش، روی زمین اتاق بود. دامر باور داشت که سینتاسومفون جسد هیوز را دیده، اما به دلیل تأثیرات قرص خواب، واکنشی نشان نداده است.
دامر یک سوراخ باریک در تارک سر سینتاسومفون ایجاد کرد و از طریق آن، به لوب پیشانی‌اش، هیدروکلریک اسید تزریق کرد. بعد از این، دامر در کنار سینتاسومفون دراز کشید و چند قوطی آبجو نوشید و سپس برای مدت کوتاهی به خواب رفت. دامر مدتی بعد از آپارتمان بیرون رفت تا به بار برود و الکل بخرد.
زمانی که دامر به سمت خانهٔ خود بازگشت، دید که سینتاسومفون گوشهٔ خیابان نشسته و سه زن جوان با نگرانی کنارش ایستاده‌اند. دامر به طرف زنان رفت و به آنها گفت که سینتاسومفون (که با نام ساختگی جان همونگ به او اشاره کرد) دوست او است؛ سپس سعی کرد بازوی سینتاسومفون را بگیرد و او را به سمت ساختمان آکسفورد ببرد. زنان جلوی دامر را گرفتند و به او گفتند که با ۹۱۱ تماس گرفته‌اند.
پس از اینکه دو افسر پلیس با نام‌های جان بالسِرزک و جوزف گبریش وارد صحنه شدند، رفتار دامر آرام و ملایم شد. او به افسران پلیس گفت که سینتاسومفون دوست‌پسر ۱۹ ساله‌اش است. دامر برایشان توضیح داد که او و سینتاسومفون در آن شب با هم دعوا کرده‌اند، و پس از دعوا، سینتاسومفون مقدار زیادی مشروب نوشیده است، و او خیلی اوقات هنگام مستی چنین رفتارهای عجیبی از خود بروز می‌دهد.
تنها آسیبی که بالسرزک و گبریش روی بدن سینتاسومفون مشاهده کردند، خراشی روی زانو اش بود.
یکی از زنان روی شانهٔ یکی از پلیس‌ها زد تا به او اطلاع دهد که سینتاسومفون خونریزی مقعدی دارد و همچنین پیش از آمدن آنها، در برابر تلاش‌های دامر برای بردنش به خانه مقاومت کرده بوده است، اما پلیس عصبانی شد و سر او فریاد زد «خفه شو» و «سرت به کار خودت باشه.»
مدت کوتاهی بعد، سه نفر از نیروهای آتش‌نشانی میلواکی در محل حاضر شدند. آنها بدن سینتاسومفون را بررسی کردند و یک پتوی زرد رنگ آوردند تا با آن او را بپوشانند. یکی از این سه آتش‌نشان معتقد بود که سینتاسومفون نیاز به درمان دارد، اما افسران پلیس به آتش‌نشان‌ها گفتند که آنجا را ترک کنند. اندکی بعد، افسر پلیسی به نام ریچارد پورابکن وارد صحنه شد. پورابکن و گبریش، هر کدام یک بازوی سینتاسومفون را گرفتند و به دامر کمک کردند او را به خانه ببرد. دامر مدام در مورد نرخ بالای جرم و جنایت در آن محله حرف می‌زد و از پلیس‌ها قدردانی می‌کرد.
دامر در آپارتمانش برای اینکه ثابت کند سینتاسومفون معشوق اوست، دو عکس پولارویدی را که از او گرفته بود، به افسران پلیس نشان داد. گرچه از نظر بالسرزک در آپارتمان دامر هیچ بوی غیرعادی نبود، گبریش بعداً اظهار کرد که در آنجا بوی عجیبی حس کرده است. این بو از جسد در حال تجزیهٔ هیوز منشأ می‌گرفت. به گفتهٔ دامر، یکی از پلیس‌ها برای پیدا کردن منشأ بو، به اتاق نگاهی انداخت، اما به‌دقت نگشت. پس از آن، افسران پلیس به دامر گفتند که از سینتاسومفون به خوبی مراقبت کند و بعد رفتند. این حادثه از سوی پلیس‌ها به عنوان «دعوای خانگی» گزارش شد.
پس از خروج سه افسر پلیس از آپارتمان دامر، او دوباره به مغز سینتاسومفون هیدروکلریک اسید تزریق کرد. تزریق دوم سبب مرگ سینتاسومفون شد. روز بعد، در ۲۸ مه، دامر یک روز از کار مرخصی گرفت تا اجساد سینتاسومفون و هیوز را تکه کند. او جمجمهٔ هر دو قربانی را نگه داشت.
۳۰ ژوئن، دامر به شیکاگو رفت. در آنجا در یک ایستگاه اتوبوس با مردی ۲۰ ساله به نام مت ترنر ملاقات کرد. دامر به ترنر پیشنهاد داد که همراه او به میلواکی بیاید، تا دامر در آنجا از او عکاسی حرفه‌ای کند. ترنر پیشنهاد دامر را پذیرفت. دامر در خانه‌اش ترنر را بیهوش کرد و بعد خفه کرد. او جسد ترنر را تکه‌تکه کرد و سر و اعضای داخلی بدنش را در کیسه‌های پلاستیکی گذاشت و در فریزر قرار داد. ناپدید شدن ترنر به پلیس گزارش نشد.
پنج روز بعد، در ۵ ژوئیه، دامر، با جرمیا واینبرگر ۲۳ ساله در یک بار در شیکاگو آشنا شد. دامر از واینبرگر درخواست کرد همراهش به میلواکی بیاید تا آخر هفته را با هم بگذرانند. به گفتهٔ دوست واینبرگر، او به دامر علاقه‌مند شده بود و درخواستش را پذیرفت. دامر و واینبرگر آخر هفته را با هم گذرانند. یکشنبه شب، واینبرگر به دامر گفت که می‌خواهد روز بعد به خانه برگردد؛ دامر پس از این تصمیم به قتل او گرفت. او به واینبرگر نوشیدنی حاوی قرص خواب‌آور داد و پس از بیهوش شدنش، دو بار به مغزش آب جوش تزریق کرد. واینبرگر به کما رفت و دو روز بعد درگذشت.
دامر در اعترافاتش دربارهٔ واینبرگر گفت:
«ما کل آخر هفته رو با هم گذروندیم. دقیقاً مثل یه رابطهٔ واقعی بود! عشق‌بازی کردیم، توی پارک باهم قدم زدیم، مواد غذایی خریدیم و با همدیگه غذا پختیم. برای یک مدت، فکر کردم شاید این یکی همراهم بمونه. ولی وقتی یکشنبه شب شد، گفت که فردا صبح قراره با اتوبوس از اینجا بره. گفت که نمی‌تونه کارش رو توی شیکاگو وِل کنه. من می‌دونستم که نمی‌تونم برای همیشه به زور پیش خودم نگهش دارم، پس توی نوشیدنی‌اش قرص خواب‌آور ریختم و وقتی از حال رفت، برای آخرین بار باهاش رابطهٔ جنسی برقرار کردم. بعد هم کشتمش، دقیقاً مثل تمام آدمای قبلی کشتمش.»
در ۱۵ ژوئیه، دامر با الیور لیسی ۲۴ ساله در خیابان ملاقات کرد. دامر به لیسی پیشنهاد عکاسی داد، و او پذیرفت و به خانهٔ دامر رفت. دامر و لیسی با هم رابطهٔ جنسی برقرار کردند. پس از آن، دامر لیسی را بیهوش کرد. دامر تصمیم داشت لیسی را مدت بیشتری زنده نگه دارد. او پس از اینکه موفق نشد با کلروفرم لیسی را مدت بیشتری بیهوش نگه دارد، با محل کار خود تماس گرفت و اطلاع داد فردا سر کار نمی‌آید.
دامر پس از خفه کردن لیسی، پیش از تکه کردن جسد با آن رابطهٔ جنسی برقرار کرد. او سر و قلب لیسی را در یخچال و اسکلتش را در فریزر قرار داد. چهار روز بعد، در ۱۹ ژوئیه، دامر فهمید که پس از چند روز نرفتن به محل کار، از آنجا اخراج شده است. دامر در آن روز، جوزف بردهافت ۲۵ ساله را با پیشنهاد عکاسی به آپارتمان خود برد. بردهافت متأهل بود و ۳ فرزند داشت. دامر، بردهافت را خفه کرد و جسدش را به مدت دو روز روی تختش رها کرد و روی آن ملحفه انداخت. ۲۱ ژوئیه، دامر ملحفه را برداشت و دید که سر جسد پر از حشره شده است. دامر سپس سر جسد را برید و آن را تمیز کرد و در یخچال گذاشت. او بالاتنهٔ بردهافت را همراه بالاتنهٔ دو قربانی دیگر در اسید حل کرد.

## دستگیری
عصر ۲۲ ژوئیه ۱۹۹۱، دامر در مرکز خرید گرند اونیو در حال جستجوی قربانی جدید بود. دامر به گفتهٔ خود، در آن زمان قرص خواب‌آور نداشت؛ اما همچنان تصمیم داشت مردی را به آپارتمانش ببرد. دامر به سه مرد نزدیک شد و به آنها گفت که یک عکاس است. او به آنها پیشنهاد داد در ازای ۱۰۰ دلار، همراهش به آپارتمانش بیایند تا دامر از آنها عکس بگیرد، با هم آبجو بنوشند و با او وقت بگذرانند. یکی از این سه نفر، تریسی ادواردز ۳۲ ساله، پیشنهاد دامر را پذیرفت. دو مرد دیگر نیز قصد داشتند مدتی بعد به خانهٔ دامر بیایند، اما دامر به آنها آدرسی اشتباه داد.
ادواردز پس از ورود به آپارتمان دامر، متوجه بوی عجیبی شد. دامر گفت که این بو به دلیل خراب شدن لولهٔ فاضلاب ایجاد شده است، و ادواردز حرف دامر را باور کرد. از نظر ادواردز، خانهٔ دامر عادی و مرتب به نظر می‌رسید؛ گرچه او متوجه چندین جعبه هیدروکلریک اسید روی زمین شد که دامر ادعا کرد از آنها برای تمیز کردن آجر استفاده می‌کند. دامر و ادواردز مدتی با هم گفت‌وگو کردند. به گفتهٔ ادواردز، دامر در ابتدا رفتاری ملایم و دوستانه داشت و خوشایند بود؛ اما زمانی که ادواردز سرش را چرخاند تا ماهی‌های او را ببیند، دامر به‌طور ناگهان به مچ چپش دستبند زد و روی او چاقو کشید. طبق گفتهٔ ادواردز، شخصیت دامر به‌طور ناگهانی تغییر کرد و «گویا کاملاً فرد دیگری شده بود»، و ادواردز را تهدید کرد که اگر کاری را که می‌گوید انجام ندهد، او را می‌کشد.
وقتی ادواردز پرسید: «چه اتفاقی داره می افته؟»، دامر تلاش کرد به دست دیگر ادواردز هم دستبند بزند، اما موفق نشد. رفتار دامر دوباره آرام شد و به ادواردز گفت که کلید دستبند در اتاق خواب است، و او را به اتاق برد. در اتاق دامر، ادواردز متوجه عکس‌های مردهای برهنه روی دیوار شد و دید که فیلم جن‌گیر ۳ در تلویزیون دامر در حال پخش است. او همچنین دید که بشکه‌ای ۵۷ گالنی در گوشه‌ای از اتاق است که بوی عجیبی از آن می‌آید. دامر درحالی که چاقو به دست داشت، به ادواردز گفت که می‌خواهد از او عکس بگیرد. ادواردز در پاسخ گفت که در صورتی اجازهٔ این کار را می‌دهد که دامر دستبند را از دستش باز کند و چاقو را کنار بگذارد؛ اما بعد از این، توجه دامر به سمت تلویزیون معطوف شد. ادواردز دید که دامر در حالی که روی تخت نشسته است، بدنش را به سمت جلو و عقب تکان می‌دهد و چیزهایی زیر لب زمزمه می‌کند. به گفتهٔ ادواردز، شخصیت دامر مدام تغییر می‌کرد؛ رفتار او گاهی ملایم و گاهی خشن می‌شد. دامر مدتی بعد، سر خود را روی سینهٔ ادواردز گذاشت، و درحالی که به ضربان قلب او گوش می‌داد، به او گفت که می‌خواهد قلبش را بخورد.
ادواردز برای اینکه دامر را آرام کند، مرتب به او می‌گفت که دوست اوست و قصد فرار ندارد. او به این فکر بود که در فرصت مناسب، یا از پنجره به پایین بپرد یا از در ورودی فرار کند. ادواردز از دامر درخواست کرد که بگذارد به دستشویی برود، و همچنین از او خواست که به جای اتاق خواب، در اتاق نشیمن که در آن سیستم تهویهٔ هوا هست بنشینند و آبجو بنوشند. دامر موافقت کرد و وقتی ادواردز از دستشویی خارج شد، به اتاق نشیمن رفتند. پس از مدتی، ادواردز متوجه شد که دامر دوباره تمرکز خود را از دست داده است و چیزهایی زیر لب زمزمه می‌کند و به گفتهٔ ادواردز، گویا حتی متوجه حضور او در آنجا نبود. او از روی کاناپه بلند شد و فهمید که دامر دیگر دستبند را در دست نگرفته است؛ بنابراین از فرصت استفاده کرد و با مشت به صورت او کوبید، و سپس به سمت در دوید. دامر ادواردز را گرفت و سعی کرد او را برگرداند، اما ادواردز موفق به فرار شد.
ساعت ۱۱:۳۰ شب ۲۲ ژوئیه، ادواردز به سمت دو افسر پلیس، رابرت راوث و رولف میولر، که در گوشهٔ خیابان ۲۵ شمالی بودند، رفت. افسران پلیس دیدند که به مچ ادواردز یک دستبند وصل است. ادواردز به آنها گفت که یک «مرد عجیب و غریب» به دستش دستبند زده است؛ سپس گفت که قصد شکایت از آن مرد را ندارد، و فقط می‌خواهد دستبند از دستش باز شود. کلیدهای افسران پلیس با دستبندی که به دست ادواردز وصل بود مطابقت نداشت؛ بنابراین ادواردز موافقت کرد که آنها را به آپارتمانی که به گفتهٔ خود، پنج ساعت در آن بوده است، ببرد.
دامر به گفتهٔ خود، پس از فرار ادواردز، در اثر مستی از حال رفته بود؛ تا اینکه صدای در را شنید. او بعداً در اعترافاتش گفت که هیچ خاطره‌ای از آن شب تا پیش از سر رسیدن پلیس به یاد ندارد. وقتی افسران پلیس و ادواردز به آپارتمان ۲۱۳ رسیدند، دامر آنها را به داخل دعوت کرد و تأیید کرد که او دستبند را به دست ادواردز زده است. دامر نتوانست کلید دستبند را پیدا کند؛ بنابراین میولر، خود وارد اتاق خواب دامر شد. در اتاق، میولر یک چاقوی بزرگ زیر تخت دید. او در یک کشو، تعداد زیادی عکس‌های پولاروید پیدا کرد که بسیاری از آنها، بدن تکه‌تکه شدهٔ انسان را نمایش می‌دادند. میولر با نگاه کردن به عکس‌ها، متوجه شد که آنها در همان آپارتمان گرفته شده‌اند. او به اتاق نشیمن رفت تا عکس‌ها را به راوث نشان دهد، و به او گفت: «اینها واقعی هستند.»
افسران پلیس به دستان دامر دستبند زدند و او را روی زمین خواباندند و سپس درخواست نیروی کمکی کردند. میولر شروع به بررسی آپارتمان دامر کرد و زمانی که در یخچال را باز کرد، سر تازه بریده شدهٔ یک مرد را در قفسهٔ پایینی دید. دامر درحالی که روی زمین دراز کشیده بود، سرش را به سمت آنها چرخاند و زیر لب گفت: «برای کاری که انجام دادم باید بمیرم.»
پس از بررسی دقیق‌تر آپارتمان توسط اداره تحقیقات جنایی پلیس میلواکی، مجموعاً چهار سر بریده شده در آشپزخانهٔ دامر کشف شد. در مجموع هفت جمجمه (برخی رنگ شده و برخی سفید شده) در اتاق خواب دامر و درون کمد پیدا شد. مأموران در یخچال دامر، دو قلب انسان و بخشی از ماهیچهٔ بازو یافتند که درون کیسه‌های پلاستیکی پیچیده شده بودند. در فریزر دامر، یک تنهٔ کامل انسان، کیسه‌ای پر از اعضای بدن و مقداری گوشت چسبیده به یخ در پایین فریزر کشف کردند.
مأموران در جای دیگری از آپارتمان ۲۱۳، دو اسکلت کامل، یک جفت دست، دو آلت تناسلی بریده شده، یک پوست سر خشک شده و در بشکهٔ ۵۷ گالنی، سه تنهٔ دیگر که در حال حل شدن در اسید بودند، کشف کردند. در مجموع ۷۴ عکس پولاروید که بسیاری‌شان جسد تکه‌تکه شدهٔ قربانیان را نشان می‌دادند، پیدا شد. رئیس پزشکی قانونی بعداً اظهار کرد: «بیشتر شبیه خالی کردن یک موزه بود تا یک صحنهٔ جرم واقعی.»

### اعتراف
از ساعت ۱:۳۰ تا ۷:۱۵ صبح ۲۳ ژوئیه ۱۹۹۱، دامر توسط کارآگاه پاتریک کندی در مورد قتل‌هایی که مرتکب شده بود و شواهد پیدا شده در آپارتمانش، مورد بازجویی قرار گرفت. در طی شش هفتهٔ بعد، کارآگاه کندی و کارآگاه دنیس مورفی از دامر بازجویی کردند. دامر گفت که می‌خواهد به همه چیز اعتراف کند؛ زیرا به گفتهٔ خودش: «این وحشت را من خلق کردم و تنها کار منطقی این است که برای پایان دادن به آن هر کاری می‌توانم انجام دهم.» دامر اعتراف کرد که از سال ۱۹۸۷، شانزده مرد جوان را در ویسکانسین به قتل رسانده، و یک قربانی دیگر را به نام استیون هیکس، در سال ۱۹۷۸ در اوهایو به قتل رسانده است.
کندی دربارهٔ دامر گفت: «شگفت‌انگیزترین چیز دربارهٔ او، این بود که چقدر شبیه من و سایر افراد عادی بود. ما دربارهٔ رویدادهای جاری جهان صحبت می‌کردیم. او همیشه باهوش و خوش‌صحبت، خوشایند و مؤدب بود. او در حین این گفت‌وگوها، تمام احساسات عادی انسانی مانند عشق، ترس، خشم و تنهایی را به نمایش می‌گذاشت؛ اما زمانی که به جنایات او بازمی‌گشتیم، شخصیتی دیگر پدیدار می‌شد. او در حالی که بی‌احساس نشسته بود، اعمال وحشتناکش را شرح می‌داد و به حالتی یکنواخت و خلسه‌مانند می‌افتاد، و چشمانش سرد و بی‌روح می‌شد. آن زمان بود که سرمای شر را احساس می‌کردم.»
بیشتر قربانیان دامر پیش از قتل بیهوش شده بودند، اگرچه برخی از آنها در نتیجهٔ تزریق اسید یا آب جوش به مغزشان جان باختند. از آنجایی که او به گفتهٔ خود هیچ خاطره‌ای از کشتن دومین قربانی خود، استیون تومی نداشت، مطمئن نبود که در هنگام مرگ بیهوش بوده است یا نه. تقریباً در تمام قتل‌هایی که دامر در ساختمان آکسفورد مرتکب شده بود، پیش از تکه‌تکه کردن جسد، معمولاً آن را در حالت‌هایی قرار می‌داد که قفسهٔ سینه برآمده و برجسته شود و بعد از آن عکس می‌گرفت.
دامر اعتراف کرد که با جسد بسیاری از قربانیان خود رابطهٔ جنسی برقرار کرده است؛ همچنین در حین تکه‌تکه کردن جسد در وان حمام، با احشاء آنها اعمال جنسی انجام داده است. او در اعترافاتش گفت که قلب، کبد، ماهیچهٔ دوسر بازو و بخش‌هایی از ران سه قربانی را که در ساختمان آکسفورد کشته بود، خورده است و گوشت و اندام‌های قربانیان دیگر را نیز برای مصرف در آینده، نگه داشته بوده است. دامر در رابطه با دلیل خوردن گوشت قربانیانش اظهار کرد: «فکر می‌کنم، به شکلی عجیب، باعث می‌شد احساس کنم که آنها بخشی از من هستند.»
وقتی از دامر پرسیدند که چرا جمجمه‌ها و اسکلت کامل دو قربانی را نگه داشته است، دامر گفت که در حال ساختن یک محراب از جمجمه‌های قربانیان بوده و قصد داشته است آنها را روی میز سیاهی که در اتاق نشیمنش قرار داشت، قرار دهد.

تصویر کشیده شده توسط دامر که محرابی را که پیش از دستگیری‌اش در ژوئیه ۱۹۹۱، می‌خواست بسازد، نمایش می‌دهد.

دامر می‌خواست در دو طرف میز، اسکلت‌های میلر و لیسی را که به‌طور کامل نگه داشته بود، بگذارد. همچنین او قصد داشت گوشت چهار سر بریده شده‌ای را که در آشپزخانه‌اش گذاشته بود، بکند و آنها را نیز در محراب قرار دهد. دامر در این فکر بود که انتهای هر طرف میز، عود و بالای میز چراغ‌های آبی بگذارد. قرار بود محراب در مقابل پنجره‌ای پوشیده شده با یک پردهٔ سیاه و مات قرار گیرد، و دامر در مقابل آن روی یک صندلی چرمی سیاه بنشیند.
وقتی در مصاحبه‌ای در ۱۸ نوامبر ۱۹۹۱ از دامر پرسیده شد که این محراب را قصد داشته است به چه کسی تقدیم کند، دامر پاسخ داد: «خودم… آنجا جایی بود که می‌توانستم احساس کنم در خانه هستم.» دامر محرابش را «مکانی برای مراقبه» توصیف کرد که احساس می‌کرد می‌تواند در آنجا از منبعی خارجی قدرت بگیرد. دامر اظهار کرد: «اگر این [دستگیری او] شش ماه بعد اتفاق می‌افتاد، این چیزی بود که پیدا می‌کردند».

### کیفرخواست
در ۲۵ ژوئیه ۱۹۹۱، دامر به چهار فقره قتل درجه اول متهم شد. در ۲۲ اوت، او به یازده قتل دیگر در ویسکانسین متهم شد. در ۱۴ سپتامبر، محققان در اوهایو، صدها قطعهٔ استخوان در جنگلِ پشت خانه‌ای که دامر اعتراف کرده بود نخستین قربانی خود را در آن کشته است، کشف کردند. دو دندان آسیای بزرگ و یک مهره، با سوابق اشعه ایکس استیون هیکس تطابق یافتند. سه روز بعد، دامر توسط مقامات اوهایو به قتل هیکس متهم شد.
دامر به اقدام به قتل ادواردز و قتل تومی متهم نشد. دلیل اینکه به قتل تومی متهم نشد، این بود که دادستان ناحیه‌ای میلواکی فقط در مواردی اتهامات را مطرح می‌کرد که بتوان قتل را فراتر از یک شک معقول اثبات کرد و دامر هیچ خاطره‌ای از ارتکاب این قتل نداشت؛ همچنین هیچ مدرک فیزیکی مبنی بر این جنایت وجود نداشت.

## دادگاه

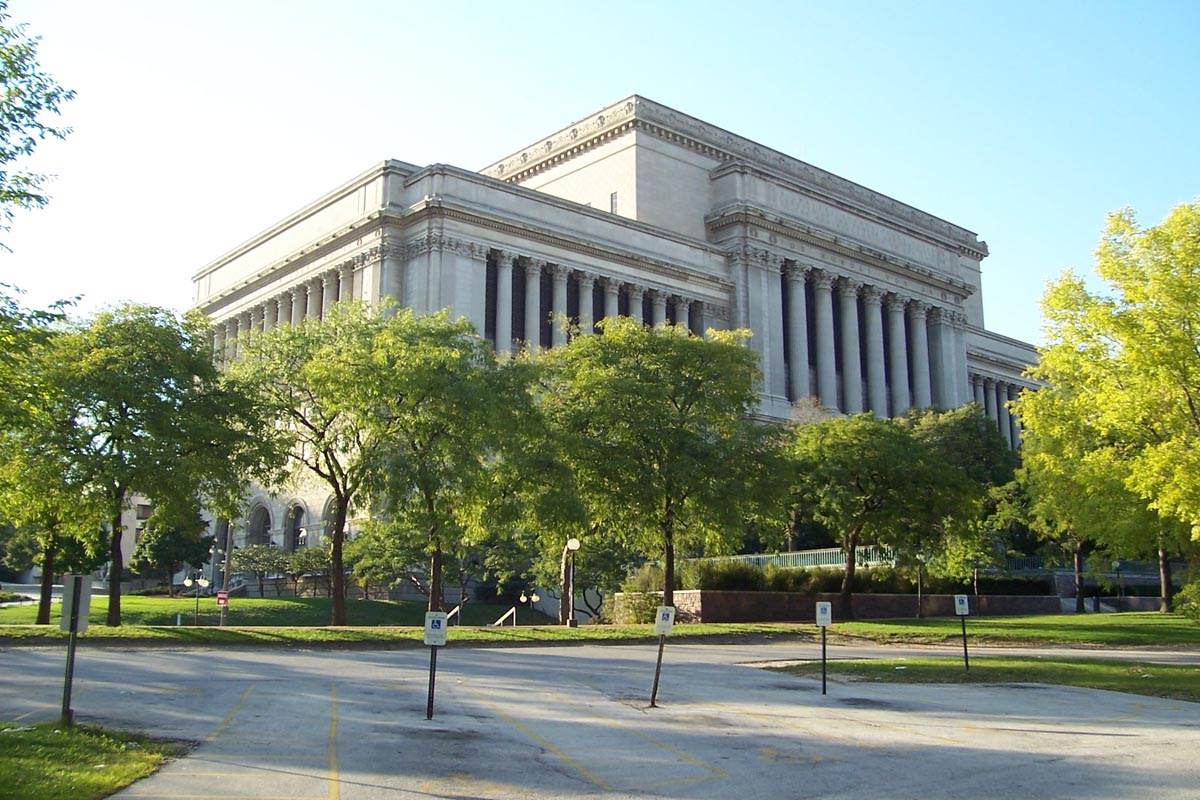
دادگاه شهرستان میلواکی، جایی که محاکمهٔ دامر در سال ۱۹۹۲ برگزار شد.

محاکمهٔ دامر در ۳۰ ژانویه ۱۹۹۲ آغاز شد. او در میلواکی برای ۱۵ فقره قتل درجه یک در حضور قاضی لارنس گرام محاکمه شد. دامر در ۱۳ ژانویه، اتهامات وارده به خود را پذیرفت و از حقوق خود برای داشتن یک محاکمه برای اثبات گناهکار بودنش، چشم‌پوشی کرد.
دامر هر روز تحت نظارت شدید و با تدابیر امنیتی گسترده به دادگاه آورده می‌شد. برای محافظت از دامر در برابر تماشاگران، در دادگاه از یک دیوار شیشه‌ای ضد گلوله و همچنین یک سگ برای کشف مواد منفجره  استفاده می‌شد. دادگاه دامر با هزینهٔ ۱۲۰۰۰۰ دلار آمریکا، به گران‌ترین دادگاه تاریخ میلواکی تبدیل شد. این دادگاه به صورت زنده از تلویزیون ایالات متحده پخش می‌شد. برای اینکه تماشاگران حساس بتوانند در صورت ترسناک بودن توضیحات در دادگاه، صدا را قطع کنند، پخش با چند ثانیه تأخیر صورت می‌گرفت تا در بخش‌هایی که شامل جزئیات خشن اعترافات دامر بودند، یک نقطهٔ قرمز در گوشهٔ صفحه نمایش داده شود.
در محاکمهٔ دامر، وکلای دادگستری در مورد اینکه او از یک اختلال روانی یا شخصیتی رنج می‌برد، بحث کردند. به عقیدهٔ دادستان، هیچ‌یک از این اختلال‌ها، باعث نمی‌شد دامر توانایی درک جرم بودن اعمال خود را نداشته باشد و همچنین توانایی مقاومت در برابر امیالش را از او سلب نمی‌کرد. تیم دفاعی دامر اظهار کرد که دامر از بیماری روانی رنج می‌برد و توسط امیالی هدایت می‌شد که قادر به کنترل کردنشان نبود.
کارشناسان تیم دفاعی استدلال کردند که دامر به‌دلیل ابتلا به نکروفیلیا (تمایل به برقراری رابطهٔ جنسی با اجساد) مجنون است. فرد برلین، کارشناس تیم دفاعی، اظهار کرد که دامر در زمان ارتکاب جنایاتش به‌دلیل ابتلا به چند پارافیلیا، از جمله نکروفیلیا، نمی‌توانست کنترلی روی رفتار خود داشته باشد. جودیث بکر، پروفسور روان‌پزشکی و روان‌شناسی، دومین شاهد کارشناس تیم دفاعی بود. بکر دامر را مبتلا به نکروفیلیا تشخیص داد؛ گرچه او در ادامه گفت که دامر به او اطلاع داده است که «۷۵ درصد مواقع»، شرکای جنسی بیهوش را به اجساد ترجیح می‌داده است. کارل والستروم، روان‌پزشک جنایی که آخرین کارشناس تیم دفاعی بود، دامر را مبتلا به نکروفیلیا، اختلال شخصیت مرزی، اختلال شخصیت اسکیزوتایپال، اعتیاد به الکل و روان‌پریشی تشخیص داد.
در ۸ فوریه، فرد فاسدل به نمایندگی از دادستان شهادت داد. فاسدل باور داشت که دامر در زمان ارتکاب قتل، بیماری روانی داشته، اما از منظر قانونی مجنون نبوده است. او دامر را فردی حسابگر، زیرک و حیله‌گر توصیف کرد که می‌توانست درست را از نادرست تشخیص دهد و اظهار کرد که دامر توانایی کنترل بر اعمالش را داشته است، اما به گفتهٔ خود، شهوتش بر اخلاقیاتش چیره شده بود. اگرچه فاسدل دامر را مبتلا به چند پارافیلیا از جمله نکروفیلیا تشخیص داد، نتیجه‌گیری او این بود که دامر سادیست نیست.
روان‌پزشک جنایی، پارک دیتس، دومین و آخرین شاهد از طرف دادستانی بود. دیتس معتقد بود که دامر در زمان ارتکاب جنایاتش، هیچ‌گونه نقص یا بیماری روانی نداشته است، و اظهار داشت که دامر تمام تلاش خود را می‌کرد تا با قربانی‌هایش تنها باشد و شاهدی نداشته باشد. دیتس توضیح داد که شواهد فراوانی وجود دارد که دامر برای هر قتل از پیش آماده می‌شده است؛ بنابراین جنایات او تکانشی نبوده‌اند. گرچه دیتس قبول داشت که ابتلا به یک پارافیلیا چیزی نیست که انتخاب شخص باشد، او باور داشت که این انتخاب شخص است که تسلیم چنین امیالی شود یا نه. دیتس معتقد بود که عادت دامر به مست شدن پیش از ارتکاب هر یک از قتل‌هایش، مدرکی مهم مبنی بر این است که دامر زمانی که مست نیست، بر روی رفتار و اعمال خود کنترل دارد. او معتقد بود که اگر دامر میلی غیرقابل کنترل برای کشتن داشت، مجبور نبود برای غلبه بر خودمهارگری خود الکل بنوشد؛ از دیدگاه او، دامر در حالت عادی ترجیح می‌داد دست به قتل نزند، بنابراین پیش از قتل الکل می‌نوشید.
به گفتهٔ دیتس، دامر به شدت با شخصیت‌های شرور فیلم‌های جن‌گیر ۳ و بازگشت جدای همذات‌پنداری می‌کرد، به‌ویژه با میزان قدرتی که این شخصیت‌ها داشتند. او تأثیر این فیلم‌ها را بر روان دامر با اهمیت می‌دانست و به گفتهٔ او، دامر پیش از جست‌وجوی قربانی، گهگاه صحنه‌هایی از این فیلم‌ها را تماشا می‌کرد. دیتس، دامر را مبتلا به اختلال سوءمصرف مواد، پارافیلیا و اختلال شخصیت اسکیزوتایپال تشخیص داد. از دیدگاه دیتس نیز، دامر سادیست نبود.
جورج پالرمو، روان‌پزشک جنایی و ساموئل فریدمن، روان‌شناس بالینی، مستقل از تیم دادستانی و تیم دفاعی دربارهٔ دامر شهادت دادند. از دیدگاه پالرمو، انگیزهٔ دامر از قتل، از خشم سرکوب شده در درونش نشأت گرفته بود. به گفتهٔ پالرمو: «او آن مردان را کشت، زیرا می‌خواست منشأ گرایش همجنس‌گرایانهٔ خود به آنها را بکشد. با کشتن آنها، او آنچه را که درون خود از آن متنفر بود، می‌کشت.» پالرمو به گفتهٔ خود، به دامر علاقه‌مند شده بود، اما او را فردی بسیار حیله‌گر توصیف کرد. او دامر را مبتلا به یک اختلال شخصیتی مختلط شدید، دارای ویژگی‌های اختلال شخصیت ضد اجتماعی، اختلال وسواسی-جبری، سادیسم، فتیشیسم، اختلال شخصیت مرزی و نکروفیلیا تشخیص داد؛ اما معتقد بود که دامر از نظر قانونی دارای عقل سلیم است.
فریدمن باور داشت که میل و اشتیاق دامر برای داشتن همدم، او را به سوی قتل سوق داده است و معتقد بود که دامر روان‌پریش نیست. او دامر را «دوست‌داشتنی، خوشایند، مؤدب، شوخ‌طبع، خوش‌قیافه و دارای رفتاری جذاب» توصیف کرد، و در ادامه گفت: «او جوانی باهوش بوده و هنوز هم هست.» فریدمن، دامر را مبتلا به یک اختلال شخصیتی نابرشمرده، دارای ویژگی‌های اختلال شخصیت مرزی، اختلال شخصیت وسواسی جبری و سادیسم تشخیص داد.

### بحث پایانی
محاکمه دو هفته به طول انجامید. در ۱۴ فوریه، وکیل دامر و دادستان، سخنان پایانی خود را به هیئت منصفه ارائه کردند. به هر یک از آن دو اجازه داده شد دو ساعت صحبت کند. جرالد بویل، وکیل مدافع دامر، ابتدا صحبت کرد. بویل در طول سخنانش، بارها به سخنان متخصصان سلامت روان که در دادگاه شهادت داده بودند — که اکثرشان موافق بودند که دامر بیماری روانی دارد — اشاره کرد، و اظهار کرد که قتل‌های دامر نتیجهٔ بیماری است که ابتلا به آن انتخاب دامر نبوده است. بویل، دامر را فردی به‌شدت بیمار و بسیار تنها به تصویر کشید که دیگر نمی‌توانست کنترلی روی اعمال خود داشته باشد.
پس از سخنان پایانی ۷۵ دقیقه‌ای جرالد بویل، مایکل مک‌کَن شروع به صحبت کرد. او دامر را مردی عاقل توصیف کرد که بر اعمال خود کنترل کامل داشت. از دیدگاه مک‌کن، دامر فردی حسابگر و فریبکار بود که برای کنترل قربانیانش، آنها را به قتل می‌رساند و بدن آنها را نگه می‌داشت تا از آنها برای مدتی طولانی‌تر لذت جنسی ببرد. به گفتهٔ مک‌کن، دامر با اعتراف به جنایاتش اما ادعای دیوانه بودن، به دنبال فرار از مسئولیت جرائم خود بود.

### محکومیت
در ۱۵ فوریه، رأی دادگاه اعلام شد: دامر در زمان انجام هیچ‌یک از ۱۵ قتلی که برای آنها محاکمه شده بود، از اختلال روانی رنج نمی‌برد و دارای عقل سلیم بود؛ اگرچه در تمامی موارد، دو نفر از اعضای هیئت منصفه با این رأی مخالف بودند. صدور حکم رسمی تا ۱۷ فوریه به تعویق افتاد. در آن روز، وکیل دامر اعلام کرد که موکلش مایل است صحبت کند. دامر سپس رو به قاضی، بیانیه‌ای که نوشته بود را خواند.
دامر در این بیانیه تأکید کرد که پس از دستگیری، هرگز خواهان آزادی نبوده است و آرزوی مرگ خود را دارد. او همچنین اظهار کرد که انگیزهٔ هیچ‌یک از قتل‌هایش نفرت نبوده است؛ و می‌داند که هر چیزی که بگوید و انجام دهد، نمی‌تواند «آسیب وحشتناکی» را که به خانواده‌های قربانیانش و شهر میلواکی وارد کرده بود، جبران کند. او در ادامه گفت که پزشکانش معتقدند که اعمال او ناشی از اختلالات روانی‌اش بوده و آگاهی از این موضوع، به او مقداری آرامش بخشیده است. دامر در ادامه گفت که اگرچه می‌داند جامعه هرگز او را نخواهد بخشید، امیدوار است خداوند او را ببخشد. او بیانیهٔ خود را با این جملات خاتمه داد: «می‌دانم دوران زندان من وحشتناک خواهد بود، اما به خاطر کارهایی که انجام داده‌ام مستحق هر چیزی هستم. سپاس‌گزارم جناب قاضی. من برای رأی شما آماده هستم، که می‌دانم اشد مجازات خواهد بود و درخواست تخفیف ندارم.» دامر سپس به صندلی خود بازگشت تا حکم رسمی صادر شود.
دامر برای دو قتل اول، به حبس ابد به علاوهٔ ده سال محکوم شد. او برای هر یک از سیزده قتل دیگر، محکوم به حبس ابد به علاوهٔ هفتاد سال شد. مجازات اعدام گزینه‌ای نبود که قاضی بتواند در نظر بگیرد، زیرا مجازات اعدام در ویسکانسین در سال ۱۸۵۳ لغو شده بود.
پدر و مادرخواندهٔ دامر پس از شنیدن حکم، درخواست کردند که پیش از انتقال دامر به مؤسسه اصلاحی کلمبیا در پورتیج، اجازهٔ ده دقیقه دیدار خصوصی با او داشته باشند. آنها پیش از رفتن دامر، او را به آغوش کشیدند و از او خداحافظی کردند.
دامر سه ماه پس از محکومیت در میلواکی، به اوهایو مسترد شد تا برای قتل نخستین قربانی خود، استیون هیکس، محاکمه شود. در یک جلسه دادگاه که فقط ۴۵ دقیقه به طول انجامید، دامر اتهامات وارده را پذیرفت و در ۱ مه ۱۹۹۲ به شانزدهمین حبس ابد خود محکوم شد.

## حبس

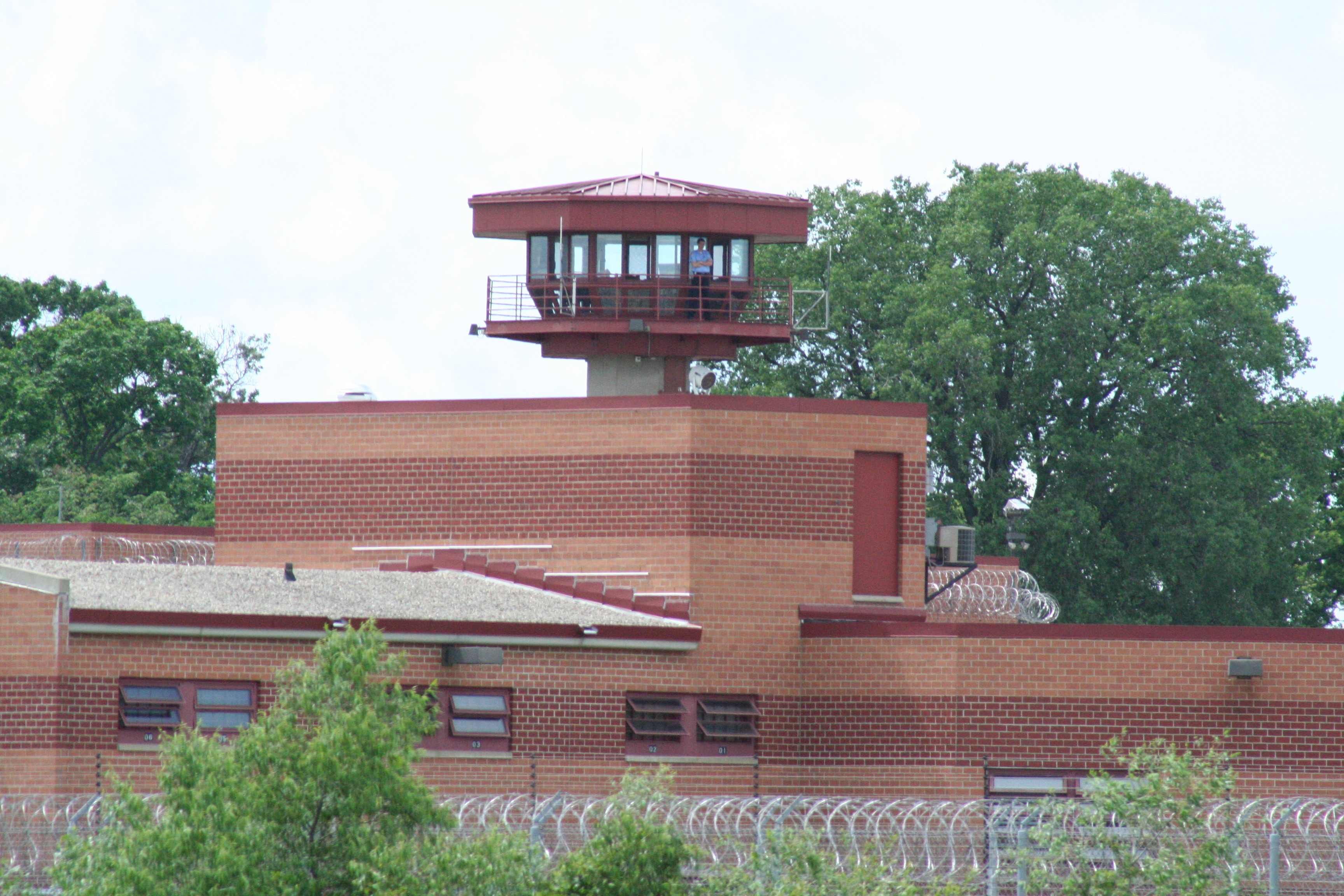
مؤسسهٔ اصلاحی کلمبیا. دامر تا زمان مرگش در سال ۱۹۹۴، در این مکان زندانی بود.

پس از صدور حکم، دامر به مؤسسهٔ اصلاحی کلمبیا منتقل شد. به دلیل نگرانی که در مورد آسیب رسیدن به دامر در صورت ارتباط با سایر زندانیان وجود داشت، او در نخستین سال حبس خود، در زندان انفرادی قرار گرفت. دامر نامه‌های بسیاری از سراسر جهان دریافت می‌کرد و همچنین تعدادی از این افراد، برای او پول می‌فرستادند. بنا به درخواست دامر، پس از یک سال حبس انفرادی، او را به واحدی با امنیت کمتر منتقل کردند.
دامر مدت کوتاهی پس از اعترافات طولانی خود در سال ۱۹۹۱، از کارآگاه مورفی درخواست کرد که برایش کتاب مقدس بیاورد. دامر به گفتهٔ خود، به تدریج خود را وقف مسیحیت کرد و تبدیل به یک مسیحی دوباره متولد شد. او همچنین به اصرار پدرش، کتاب‌هایی دربارهٔ آفرینش‌گرایی مطالعه کرد. در مه ۱۹۹۴، دامر توسط روی رتکلیف، کشیش کلیسای مسیح، که در ۲۰ آوریل با او ملاقات کرده بود، غسل تعمید داده شد.
رتکلیف پس از غسل تعمید دامر، هر هفته به دیدار او می‌آمد. آنها مرتباً با هم دربارهٔ مرگ صحبت می‌کردند. رتکلیف بعداً فاش کرد که دامر در ماه‌های پیش از به قتل رسیدنش، این سؤال را مطرح کرده بود که آیا با ادامه دادن به زندگی، در مقابل خدا مرتکب گناه می‌شود یا نه. دامر در سال ۱۹۹۴ در مصاحبه‌ای با استون فیلیپس در دیتلاین ان‌بی‌سی، با اشاره به جنایات خود اظهار کرد: «اگر شخصی باور نداشته باشد خدایی وجود دارد که باید در برابر او پاسخگو باشد، پس چه فایده‌ای دارد که تلاش کند رفتار خود را اصلاح کند تا آن را در محدودهٔ قابل پذیرش نگه دارد؟ به هر حال این طرز فکر من بود.»
در ۳ ژوئیه ۱۹۹۴، یکی از زندانیان به نام اوسوالدو دوروتی، درحالی که دامر پس از پایان مراسم هفتگی کلیسا، در عبادتگاه زندان نشسته بود، تلاش کرد گلوی دامر را با تیغی که در یک مسواک جاسازی کرده بود، ببرد. دامر دچار جراحات سطحی شد و آسیب جدی ندید. به گفتهٔ خانوادهٔ دامر، او مدت‌ها آمادهٔ مرگ بود و هر اتفاقی را که ممکن بود در زندان برایش رخ دهد، پذیرفته بود. علاوه بر پدر و مادرخواندهٔ دامر، مادرش، جویس، نیز شروع به برقراری ارتباط با او به‌طور منظم کرد. دامر پیش از دستگیری، آخرین بار با او در کریسمس ۱۹۸۳ ملاقات کرده بود. جویس به گفتهٔ خود، هر زمان که در تماس‌های هفتگی‌اش با دامر، نسبت به سلامت جسمی او ابراز نگرانی می‌کرد، دامر این‌گونه پاسخ می‌داد: «مهم نیست، مامان. اهمیتی نمی‌دهم که اتفاقی برایم بیفتد.»

### مرگ
در صبح ۲۸ نوامبر ۱۹۹۴، دامر سلول خود را ترک کرد تا سالن ورزشی زندان را تمیز کند. دو زندانی دیگر، به نام‌های جسی اندرسون و کریستوفر اسکارور، او را همراهی کردند. این سه نفر تقریباً ۲۰ دقیقه بدون نظارت در باشگاه بودند. حدود ساعت ۸:۱۰ صبح، دامر در کف حمام باشگاه، درحالی که دچار جراحاتی شدید در ناحیهٔ سر شده بود، پیدا شد؛ او با یک میلهٔ فلزی ۲۰ اینچی (۵۱ سانتی‌متری)، به شدت مورد ضرب و شتم قرار گرفته بود. همچنین سر او بارها به دیوار کوبیده شده بود. در آن زمان، دامر هنوز زنده بود و سریعاً به بیمارستانی نزدیک منتقل شد، اما یک ساعت بعد اعلام شد که او مرده است. اندرسون نیز با همان میله مورد ضرب و شتم قرار گرفته بود. او دو روز بعد بر اثر جراحات درگذشت.
اسکارور که به دلیل قتلی که در سال ۱۹۹۰ مرتکب شده بود، محکوم به حبس ابد شده بود، به مقامات گفت که ابتدا در حالی که دامر در حال تمیز کردن رختکن کارکنان بود، با میله‌ای فلزی به او حمله کرد؛ سپس به سراغ اندرسون که در حال تمیز کردن اتاق رختکن زندانیان بود، رفت. به گفتهٔ اسکارور، دامر هنگامی که اسکارور در حال ضرب و شتم او بود، هیچ سر و صدایی نکرد. اسکارور، که مبتلا به اسکیزوفرنی بود، بلافاصله پس از حمله به آنها، به سلول خود بازگشت و به نگهبان زندان گفت: «خدا به من گفت این کار را بکنم. جسی اندرسون و جفری دامر مرده‌اند.» او به گفتهٔ خود، این حملات را از پیش برنامه‌ریزی نکرده بود؛ گرچه بعداً به بازرسان فاش کرد که میلهٔ آهنی ۲۰ اینچی را که از آن برای کشتن دامر و اندرسون استفاده کرده بود، مدت کوتاهی پیش از قتل آنها، در لباسش پنهان کرده بود.
جویس، مادر دامر، پس از پی بردن به مرگ پسرش، با عصبانیت به رسانه‌ها پاسخ داد: «الان همه خوشحال هستند؟ حالا که او کشته شده است، آیا این برای همه کافی است؟» واکنش خانواده‌های قربانیان دامر با هم متفاوت بود: برخی این خبر را جشن گرفتند، در حالی که برخی دیگر غمگین شدند. کاترین لیسی، مادر الیور لیسی، گفت: «درد ما اکنون بدتر شده است، زیرا او دیگر مانند ما رنج نمی‌کشد.» دادستان ناحیه، هشدار داد که اسکارور نباید در دیدگاه مردم به قهرمانی عامی تبدیل شود، چرا که «مرگ دامر، همچنان قتل است.» در ۱۵ مه ۱۹۹۵، اسکارور برای قتل دامر و اندرسون، به دو حبس ابد دیگر محکوم شد.
دامر در وصیت‌نامهٔ خود گفته بود که مایل است جسدش سوزانده شود. در سپتامبر ۱۹۹۵، جسد دامر سوزانده شد و خاکستر او میان والدینش تقسیم شد. پدر و مادر دامر، بر سر اینکه از مغز دامر برای تحقیقات پزشکی استفاده شود یا نه، اختلاف داشتند؛ بنابراین مغز او در ابتدا نگه داشته شد، اما بعداً در دسامبر ۱۹۹۵ سوزانده شد.

### عواقب
در ۵ اوت ۱۹۹۱، زمانی که ماهیت و مقیاس جنایات دامر به تازگی آشکار شده بود، بیش از ۴۰۰ نفر در مراسم شمع‌افروزی برای التیام جامعهٔ میلواکی شرکت کردند. رهبران جامعه و اعضای خانوادهٔ تعدادی از قربانیان دامر در این مراسم حضور داشتند. برگزارکنندگان این مراسم، هدف آن را قادر ساختن مردم میلواکی به اشتراک گذاری احساس درد و خشم خود در مورد آنچه رخ داده است، اعلام کردند.
دامر جنایات خود را در زمان تشدید تنش نژادی در میلواکی انجام داده بود. والتر فارل، استاد اجتماع‌پژوهی دانشگاه ویسکانسین-میلواکی، بعداً اظهار داشت که روابط نژادی در این شهر در زمان دستگیری دامر «نزدیک به یک دهه در وضعیت نامناسبی قرار داشته است». فارل در مصاحبه‌ای که در اوت ۱۹۹۱ با کریستیان ساینس مانیتور داشت، اظهار کرد که اخبار قتل‌ها، و همچنین رفتار و اقدامات جان بالسرزک و جوزف گبریش، افسران پلیس میلواکی، در رابطه با کانرک سینتاسومفون، قربانی ۱۴ سالهٔ لائوسی دامر، تنش‌های نژادی را در شهر تشدید و برجسته کرده است.
جامعهٔ همجنس‌گرایان میلواکی در زمان قتل‌های دامر عموماً ماهیت زیرزمینی داشت و بسیاری از مردان همجنس‌گرا از نام مستعار استفاده می‌کردند. پس از آشکاری جنایات دامر، بسیاری از اعضای جامعهٔ همجنس‌گرایان شهر، نسبت به دیگران دچار ترس و بی‌اعتمادی شده بودند؛ اما این وضعیت کوتاه مدت بود. با پیشرفت دههٔ ۱۹۹۰، استفاده از نام مستعار در میان اعضای جامعهٔ همجنس‌گرایان میلواکی کمتر شد.
ساختمان آکسفورد، مکانی که دامر در آن دوازده تن از قربانیان خود را کشته بود، در نوامبر ۱۹۹۲ تخریب شد. دارایی‌های دامر به خانواده‌های یازده نفر از قربانیان او که برای جبران خسارت شکایت کرده بودند، تعلق گرفت. در سال ۱۹۹۶، توماس جیکوبسن، وکیلی که وکالت هشت خانواده را به عهده داشت، خبر داد که دارایی‌های دامر قرار است به مزایده گذاشته شود. اگرچه بستگان قربانیان اعلام کردند که انگیزهٔ آنها مالی نبوده است، این اعلامیه باعث برانگیختن جنجال شد. یک گروه مدنی در تلاش برای جمع‌آوری بودجه برای خرید و نابودی بسیاری از دارایی‌های دامر، به سرعت تأسیس شد. این گروه ۴۰۷۲۲۵ دلار برای خرید دارایی‌های دامر متعهد شد. پنج خانواده از هشت خانواده‌ای که وکالتشان به عهدهٔ جیکوبسن بود، با این شرایط موافقت کردند؛ به این ترتیب دارایی‌های دامر تخریب و در یک محل دفن زبالهٔ نامعلوم در ایلینوی دفن شد.
در سال ۱۹۹۴، لایونل دامر کتابی به نام داستان یک پدر منتشر کرد و بخشی از درآمد حاصل از کتاب خود را به خانوادهٔ قربانیان اهدا کرد. اکثر خانواده‌ها از لایونل و شری دامر حمایت می‌کردند؛ گرچه سه خانواده از لایونل شکایت کردند: دو خانواده به دلیل استفاده از نام‌هایشان در کتاب بدون کسب رضایت قبلی، و خانوادهٔ استیون هیکس از لایونل، شری، و جویس به علت کوتاهی در نقششان به عنوان والدین شکایت کردند.
جویس فلینت در ۲۷ نوامبر ۲۰۰۰ بر اثر سرطان درگذشت. او پیش از مرگش، حداقل یک بار اقدام به خودکشی کرده بود. برادر کوچکتر دامر، دیوید، نام خانوادگی خود را تغییر داد و در حال حاضر به صورت ناشناس زندگی می‌کند.
لایونل تا زمان مرگ همسر دومش، شری، در ژانویه ۲۰۲۳، با او زندگی کرد. وی در ۵ دسامبر ۲۰۲۳ به مرگ طبیعی درگذشت. آنها از تغییر نام خانوادگی خود خودداری کردند و اظهار کردند که علی‌رغم جنایات دامر، همچنان او را دوست دارند.

## مقتولان جفری دامر
| نام               | سن                             | زمان مرگ       |
| ----------------- | ------------------------------ | -------------- |
| استیون هیکس       | ۱۹                             | ژوئن ۱۹۷۸      |
| استیون تومی       | ۲۵                             | سپتامبر ۱۹۸۷   |
| جیمز داکستیتر     | ۱۴ (کم سن‌ترین مقتول جفری دامر) | ۱۷ ژانویه ۱۹۸۸ |
| ریچارد گوررو      | ۲۳                             | مارس ۱۹۸۸      |
| آنتونی سیرز       | ۲۴                             | مارس ۱۹۸۹      |
| ریموند اسمیت      | ۳۳ (مسن‌ترین مقتول جفری دامر)   | مه ۱۹۹۰        |
| ادوارد اسمیت      | ۲۷                             | ژوئن ۱۹۹۰      |
| ارنست میلر        | ۲۳                             | سپتامبر ۱۹۹۰   |
| دیوید توماس       | ۲۲                             | سپتامبر ۱۹۹۰   |
| کورتیس استراتر    | ۱۷                             | فوریه ۱۹۹۱     |
| ارول لیندزی       | ۱۹                             | آوریل ۱۹۹۱     |
| آنتونی هیوز       | ۳۱                             | ۲۴ مه ۱۹۹۱     |
| کانرک سینتاسومفون | ۱۴ (کم سن‌ترین مقتول جفری دامر) | ۲۷ مه ۱۹۹۱     |
| مت ترنر           | ۲۰                             | ۳۰ ژوئن ۱۹۹۱   |
| جرمیا واینبرگر    | ۲۳                             | ۷ ژوئیه ۱۹۹۱   |
| الیور لیسی        | ۲۴                             | ۱۵ ژوئیه ۱۹۹۱  |
| جوزف بردهافت      | ۲۵                             | ۱۹ ژوئیه ۱۹۹۱  |

جفری دامر میان سال‌های ۱۹۷۸ تا ۱۹۹۱ هفده مرد جوان را به قتل رساند. دوازده نفر از قربانیان او در آپارتمانش در خیابان ۲۵ شمالی کشته شدند. سه قربانی دیگر در خانهٔ مادربزرگش در وست آلیس به قتل رسیدند و جسدشان قطعه‌قطعه شد. نخستین قربانی او در خانهٔ والدینش در اوهایو و دومین قربانی در هتل امبسدور در میلواکی به قتل رسید. در مجموع، چهارده نفر از قربانیان دامر از اقلیت‌های نژادی گوناگون بودند که از این تعداد، نه نفر سیاه‌پوست بودند. دامر تأکید داشت که نژاد قربانیان برای او اهمیتی نداشته و آنچه توجه او را جلب می‌کرد، شکل بدن قربانیان بود. مطالعه‌ای مستقل توسط متخصصان پزشکی قانونی، احتمال درست بودن این ادعای دامر را تقویت کرد. تحلیل انسان‌شناسی نشان داد که قربانیان دامر شباهت‌های مورفولوژیکی داشتند و او از نظر پیکرسنجی به نوع خاصی از بدن علاقه داشت.
دامر بیشتر قربانیانش را با داروهای آرام‌بخش بیهوش می‌کرد و سپس با خفه کردن می‌کشت. نخستین قربانی او با ترکیبی از ضربهٔ شدید به سر و خفگی به قتل رسید و دومین قربانی با ضرب و شتم تا سرحد مرگ کشته شد. ارنست میلر، یکی از قربانیان دامر در سال ۱۹۹۰، بر اثر شوک هموراژیک و خونریزی شدید ناشی از بریدگی شریان کاروتید جان باخت. دامر در جمجمهٔ چهار نفر از قربانیانی که در سال ۱۹۹۱ کشت، سوراخ‌هایی ایجاد کرده بود که از طریقشان هیدروکلریک اسید یا آب جوش به لوب پیشانی آنها تزریق می‌کرد تا به حالتی «زامبی مانند» در بیاوردشان و اراده و قدرت تفکر آنها را سلب کند. دامر می‌خواست از این راه بدون به قتل رساندن این قربانیان، آنها را پیش خود نگه دارد؛ اما در تمامی موارد، این کار سبب مرگ آنها شد.

## فیلم‌های سینمایی و سریال تلویزیونی
- زندگی مخفی: جفری دامر (به انگلیسی: The Secret Life: Jeffrey Dahmer) در سال ۱۹۹۳ منتشر شد و کارل کرو در آن در نقش جف دامر بازی می‌کند.[۴۰۹]

- فیلم زندگینامه‌ای دامر (به انگلیسی: Dahmer) در سال ۲۰۰۲ منتشر شد. در این فیلم جرمی رنر در نقش دامر و بروس دیویسن در نقش پدر دامر، لایونل، بازی می‌کند.[۴۱۰]

- بزرگ کردن جفری دامر (به انگلیسی: Raising Jeffrey Dahmer) در سال ۲۰۰۶ منتشر شد. این فیلم حول واکنش‌های والدین دامر پس از دستگیری او در سال ۱۹۹۱ می‌چرخد.[۴۱۱]

- دوست من دامر (به انگلیسی: My Friend Dahmer) در سال ۲۰۱۷ منتشر شد. در این فیلم، راس لینچ در نقش دامر بازی کرده است.[۴۱۲]

- دامر – هیولا: داستان جفری دامر (به انگلیسی: Dahmer – Monster: The Jeffrey Dahmer Story) یک مینی‌سریال ده قسمتی است که در سال ۲۰۲۲ توسط نتفلیکس منتشر شده و در آن ایوان پیترز در نقش دامر بازی کرده است.[۴۱۳][۴۱۴]

## واژه‌نامه
1. ↑  Lionel Herbert Dahmer
2. ↑  Joyce Annette Dahmer
3. ↑  Flint
4. ↑  Doylestown
5. ↑  Revere High School
6. ↑  Dahmer Fan Club
7. ↑  Steven Mark Hicks
8. ↑  Chippewa Lake Park
9. ↑  Shari
10. ↑  Fort McClellan
11. ↑  honorable discharge
12. ↑   Ambrosia Chocolate Factory
13. ↑  Kinnickinnic River
14. ↑  Evelyn Rosen
15. ↑  Kathy Boese
16. ↑  Steven Tuomi
17. ↑  Ambassador Hotel
18. ↑  James Doxtator
19. ↑  Richard Guerrero
20. ↑  Ronald Flowers Jr.
21. ↑  Somsack Sinthasomphone
22. ↑  Gerald Boyle
23. ↑  Anthony Sears
24. ↑  Raymond Smith
25. ↑  Edward Smith
26. ↑  Ernest Miller
27. ↑  David Thomas
28. ↑  Grand Avenue Mall
29. ↑  Donna Chester
30. ↑  Curtis Straughter
31. ↑  Errol Lindsey
32. ↑  Sopa Princewill
33. ↑  Tony Hughes
34. ↑  Konerak Sinthasomphone
35. ↑  John Balcerzak
36. ↑  Joseph Gabrish
37. ↑  Richard Porubcan
38. ↑  Matt Turner
39. ↑  Jeremiah Weinberger
40. ↑  Oliver Lacy
41. ↑  Joseph Bradehoft
42. ↑  Tracy Edwards
43. ↑  Robert Rauth
44. ↑  Rolf Mueller
45. ↑  Patrick Kennedy
46. ↑  Dennis Murphy
47. ↑  Laurence Gram
48. ↑  Judith Becker
49. ↑  Carl Wahlstrom
50. ↑  Fred Fosdal
51. ↑  George Palermo
52. ↑  Samuel Friedman
53. ↑  Michael McCann
54. ↑  Roy Ratcliff
55. ↑  Osvaldo Durruthy
56. ↑  Jesse Anderson

## برای مطالعهٔ بیشتر
- Blundell, Nigel (1996). Encyclopedia of Serial Killers. PRC Publishing. ISBN 978-1-85648-328-5.
- Lane, Brian; Gregg, Wilfred (1992). The Encyclopedia of Serial Killers. Headline. ISBN 978-0-7472-3731-0.
- Mann, Robert; Williamson, Miryam (2007). Forensic Detective: How I Cracked the World's Toughest Cases. Random House of Canada. ISBN 978-0-345-47942-6.
- Pincus, Jonathan (2002). Base Instincts: What Makes Killers Kill?. W. W. Norton & Company. ISBN 978-0-393-32323-8.
- Ressler, Robert; Schactman, Tom (1992). Whoever Fights Monsters: My Twenty Years Hunting Serial Killers for the FBI. St. Martin's Press. ISBN 0-312-95044-6.